# Església de Sant Eustaqui de París
Sant Eustaqui - Saint-Eustache (francès) - és una església parroquial catòlica al 1er arrondissement de París i al barri quartier des Halles. Es va començar a construir l'any 1532 i es va acabar l'any 1633. Els seus estils arquitectònics són el gòtic i el renaixentista. Fa 105 metres de llargada exterior. 43,5 m d'amplada i la seva volta amida 33,5 m.

## Història
La primera església construïda en aquest lloc es remunta al segle xiii. Amb una capella consagrada a Santa Agnès de Roma. Aquesta capella seria la donació d'un burgès de parís, Jean Alais, qui l'hauria fet construir en agraïment al dret que el rei Philippe Auguste li va atorgar de cobrar per cada panera de peix que entrés als mercats (Halles).
Des de 1223, Sainte-Agnès va ser erigida en parròquia amb el nom de Saint-Eustache. La raó més probable del canvi de nom seria l'arribada d'una relíquia de Sant Eustaqui màrtir a la nova església que anteriorment es trobava a l'abadia de Saint-Denis. L'església va ser engrandida diverses vegades.
Al segle xiv, el rei Philippe VI conservà la seva protecció reial. El 1483, Louis XI la confirmà.

### L'església de 1532

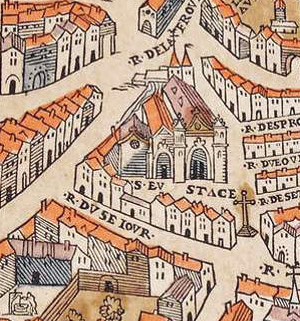
Église Saint-Eustache en el plànol de Truschet i Hoyau (1550).

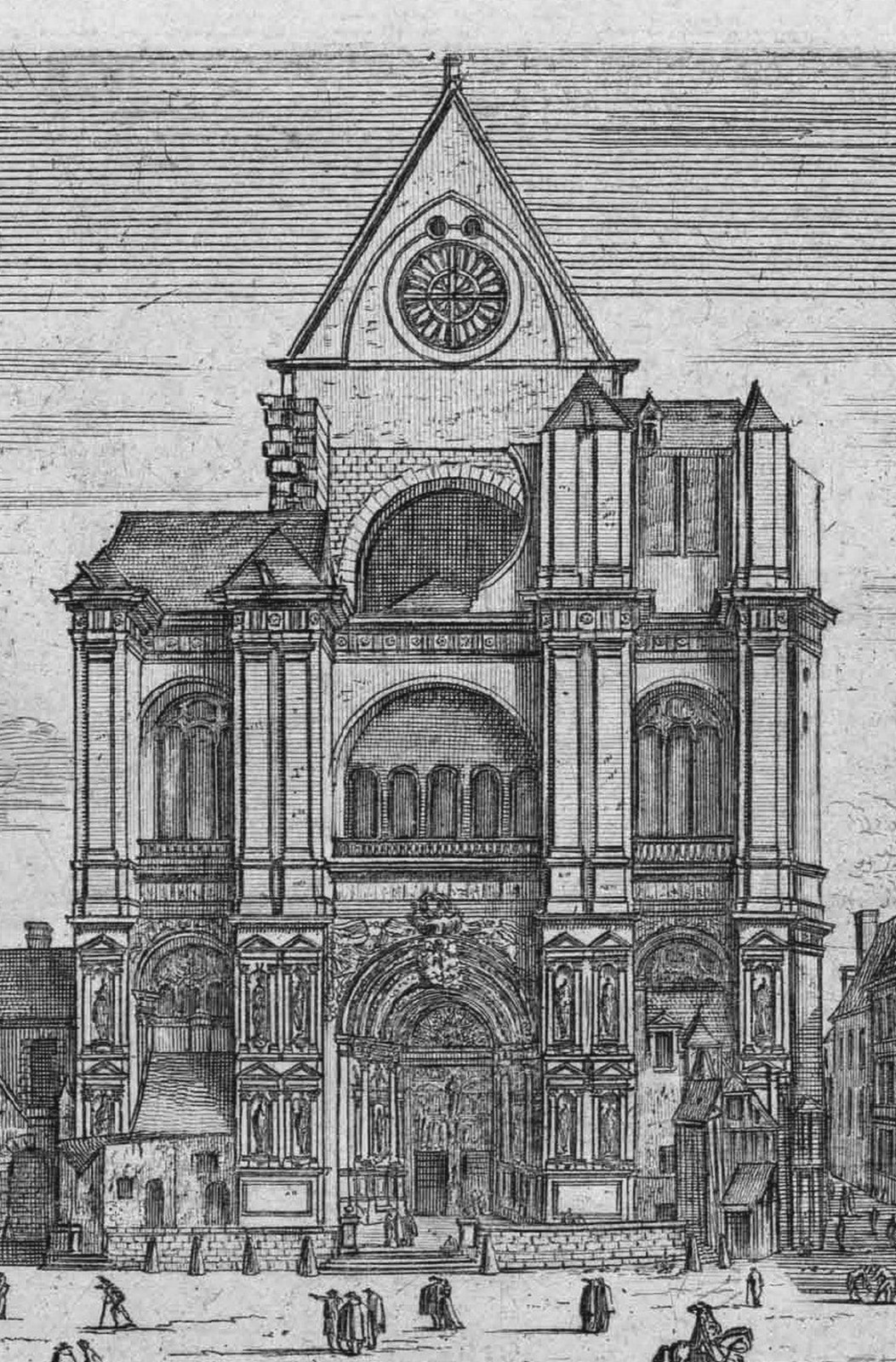
Antiga façana occidental de Saint-Eustache.

El 1532, finalment es va decidir construir una església digna del centre de París. La primera pedra es va posar el 19 d'agost pel mercader Jean de La Barre. Els treballs van ser confiats successivament a Boccador, Nicolas Le Mercier i Charles David, gendre de l'anterior. Va ser construïda en estil gòtic en plena època del Renaixement, l'església té una arquitectura harmoniosa amb antigues columnes gregues i romanes i línies encara de l'Edat Mitjana.
La construcció es va veure endarrerida per dificultats de finançament.
Després de moltes interrupcions, l'església es va acabar l'any 1633 i es va consagrar el 26 d'abril de l'any 1637 per Jean-François de Gondi, arquebisbe de París.

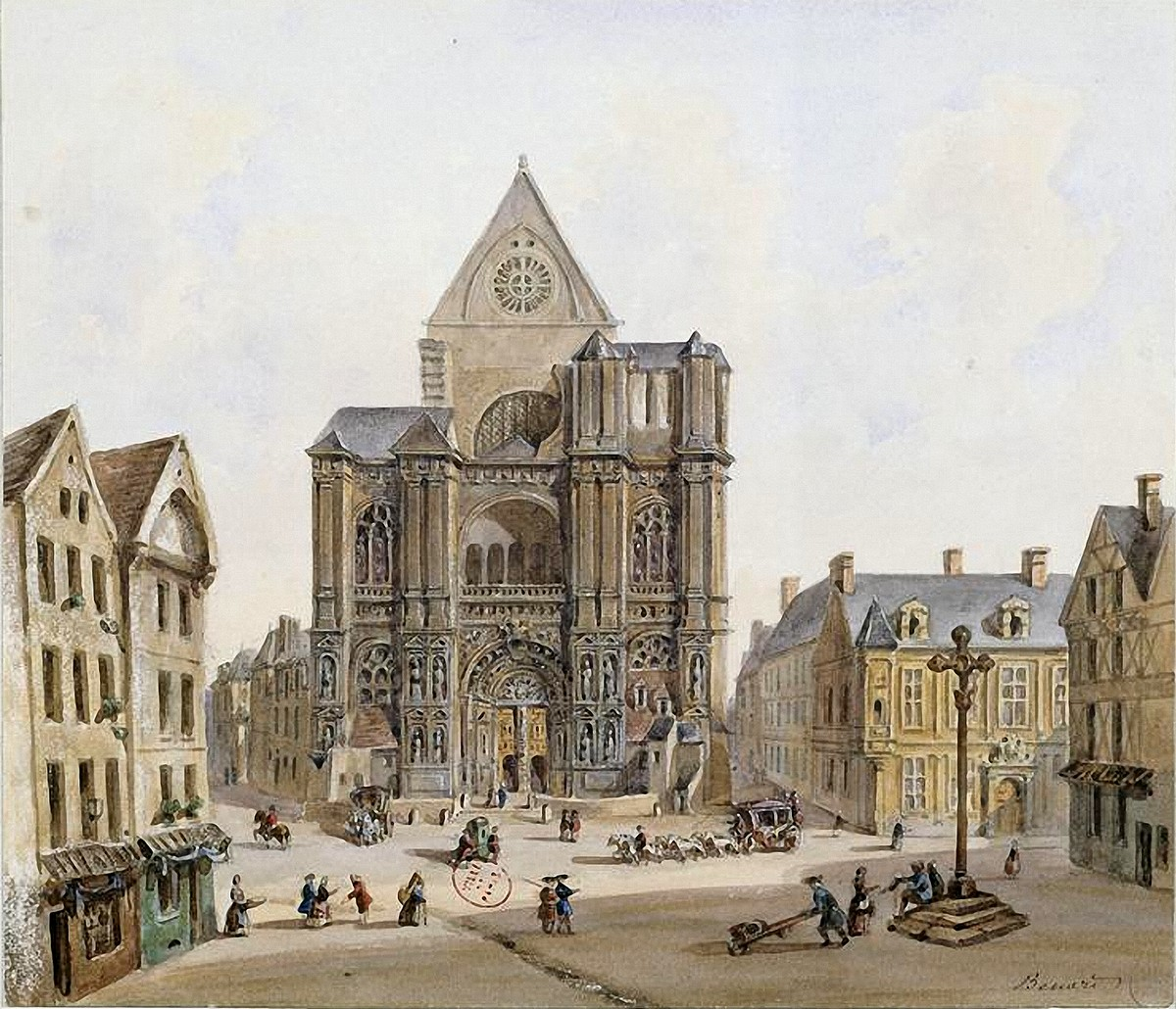
Antiga façana del segle xvi.
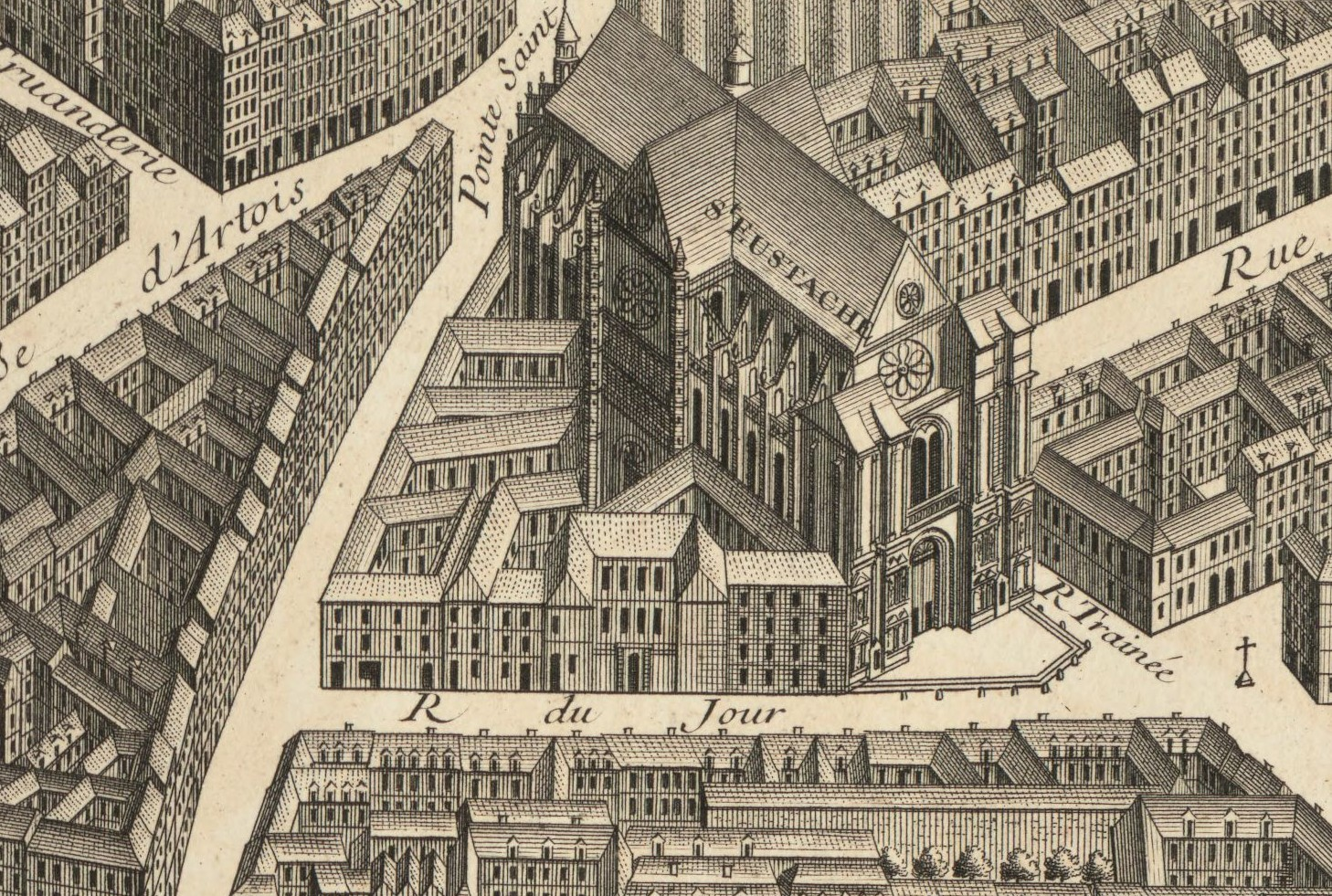
L'església abans del 1739 sobre el pla de Turgot.

## Personalitats i esdeveniments
L'església de Saint-Eustache ha estat el lloc de nombrosos batejos, matrimonis i sepultures de grans personalitats.
Richelieu, Molière, Jean-François Regnard i Madame de Pompadour hi van ser batejats.
Louis XIV hi va fer la seva primera comunió, 1649.
Sully, Lully i Pomponne s'hi van casar.
El cos de Mirabeau es troba dins l'església des del 3 d'agost de 1791, on Joseph-Antoine Cerutti pronuncià l'oració fúnebre.
Colbert hi va ser enterrat (1683) com també Scaramouche, Rameau, François de Chevert, almirall de Tourville, Voiture, Vaugelas, Marivaux, Montesquieu, Madame de Tencin; La Fontaine, Mirabeau i la mare de Mozart, Anna Maria Pertl. També hi ha el cos de la compositora barroca Élisabeth Jacquet de la Guerre.
L'oració fúnebre de Turenne va ser pronunciada el 1676 per Fléchier. Igualment a Saint-Eustache Jean-Baptiste Massillon va pronunciar el seu sermó el 1704. Més tard, Berlioz hi dirigí la primera execució del seu Te Deum el 30 d'abril de 1855 i Franz Liszt, la seva Messe solennelle, el 15 de març de 1896.

Vistes generals
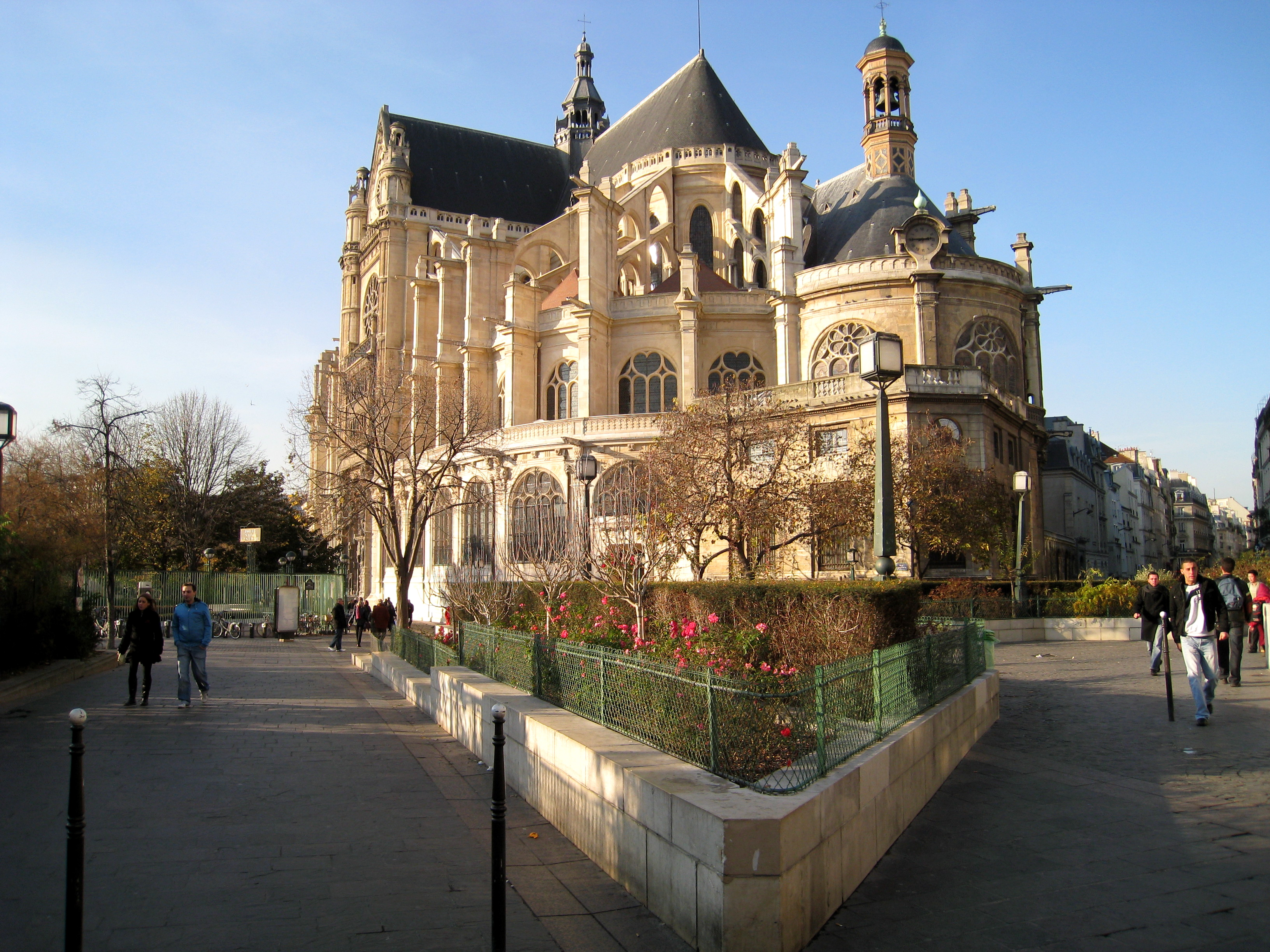
Angle sud-est
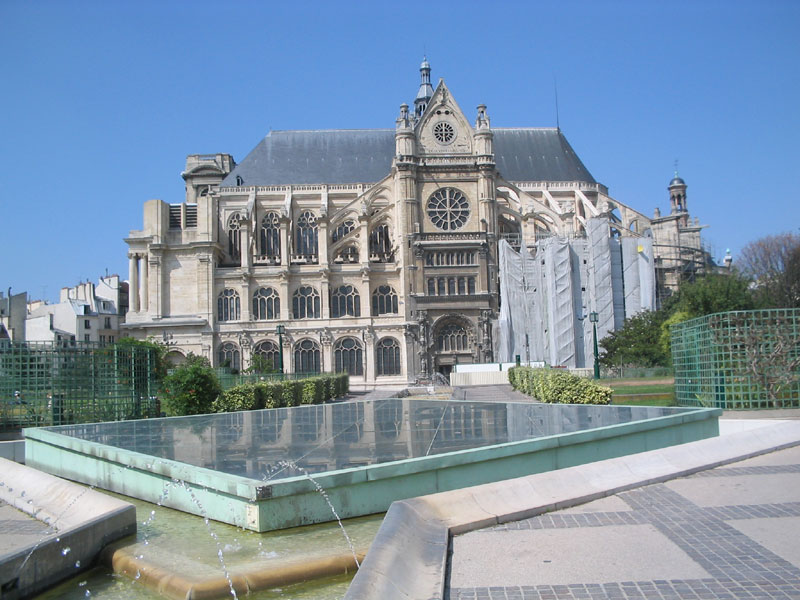
Vista des del Sud, jardin des Halles
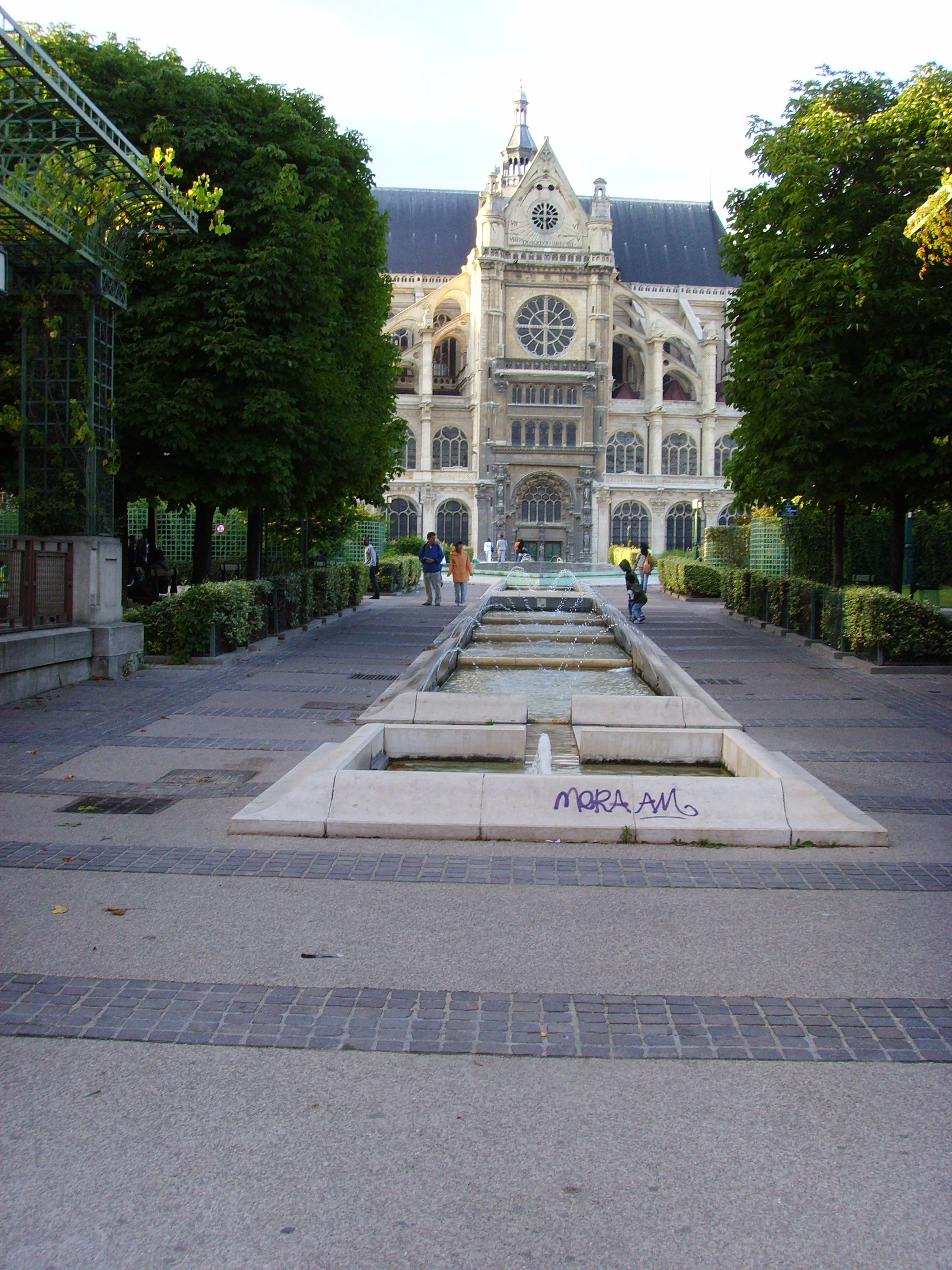
Altra vista des del Sud, jardin des Halles
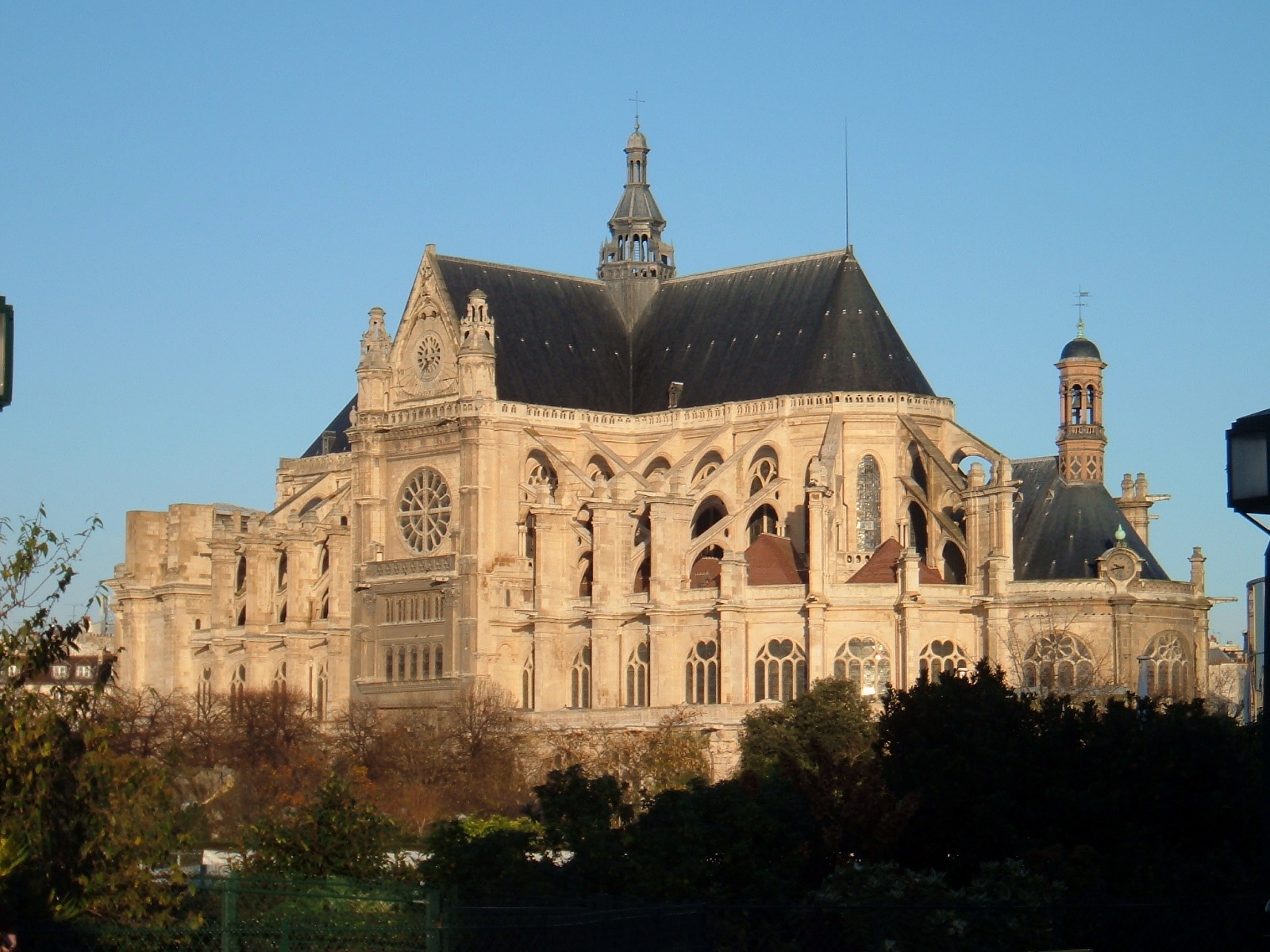
Vista sud-est
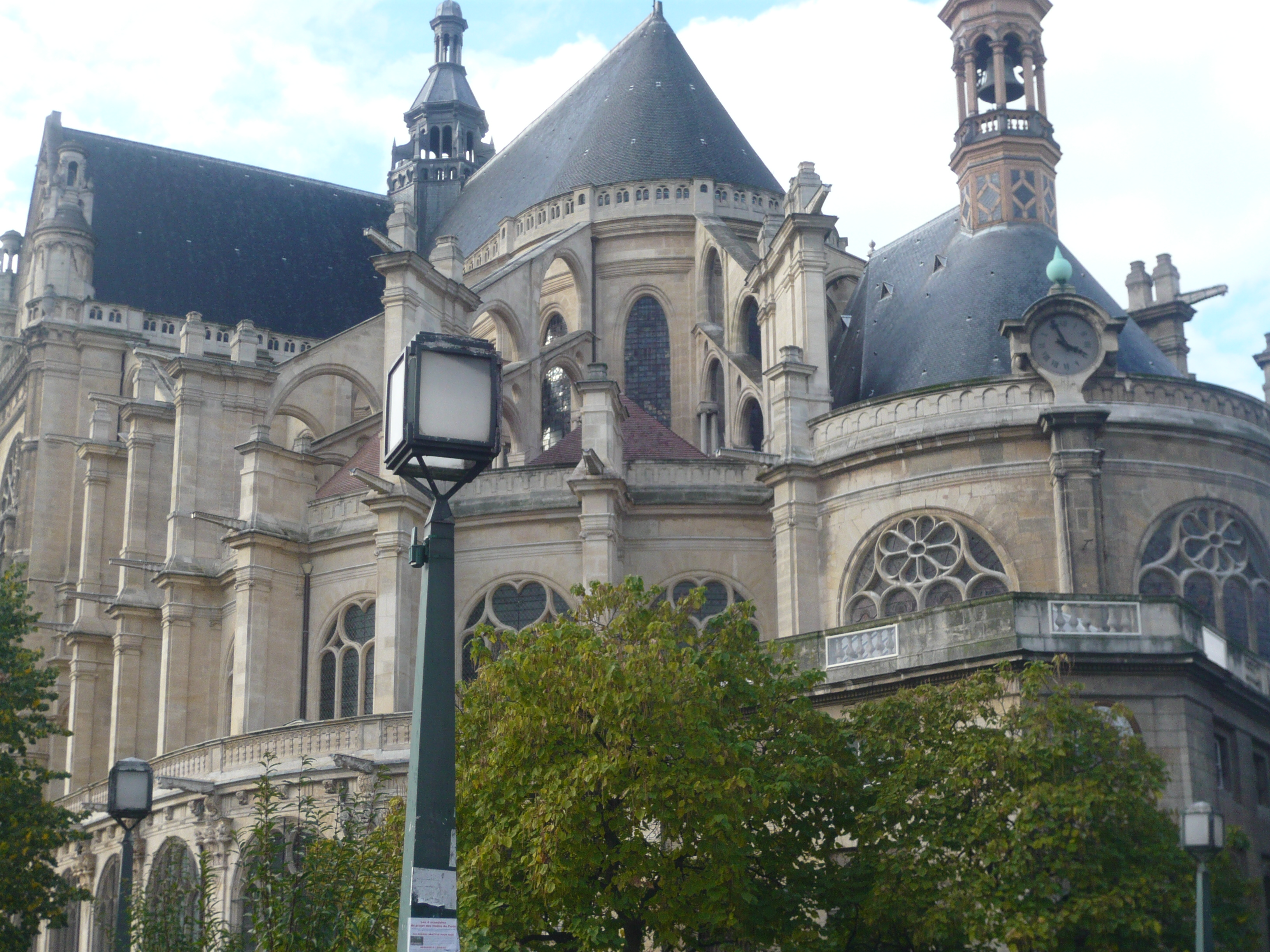
Vista des del du jardin des Halles

Detall de la capçalera
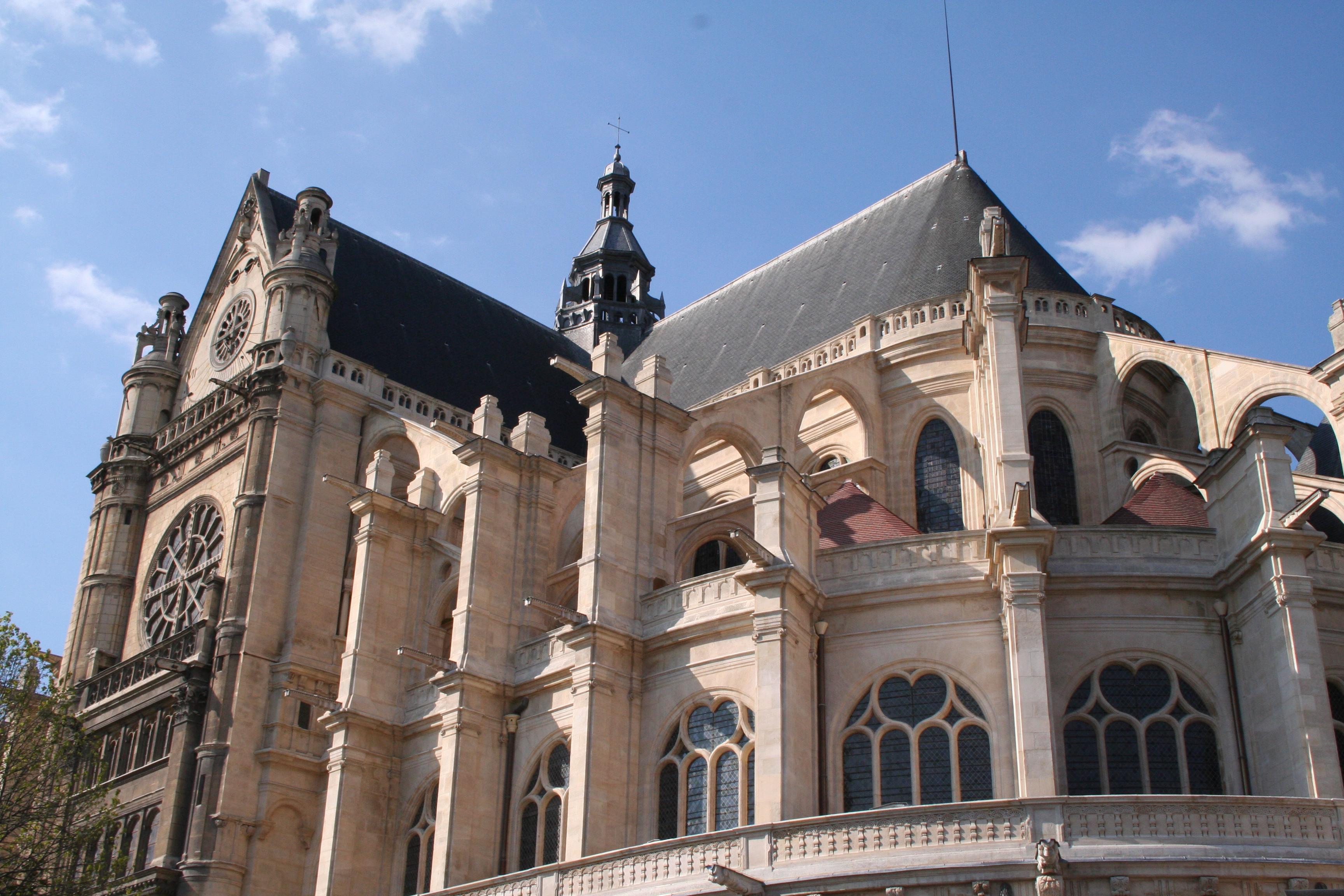
Vista sobre el Cor
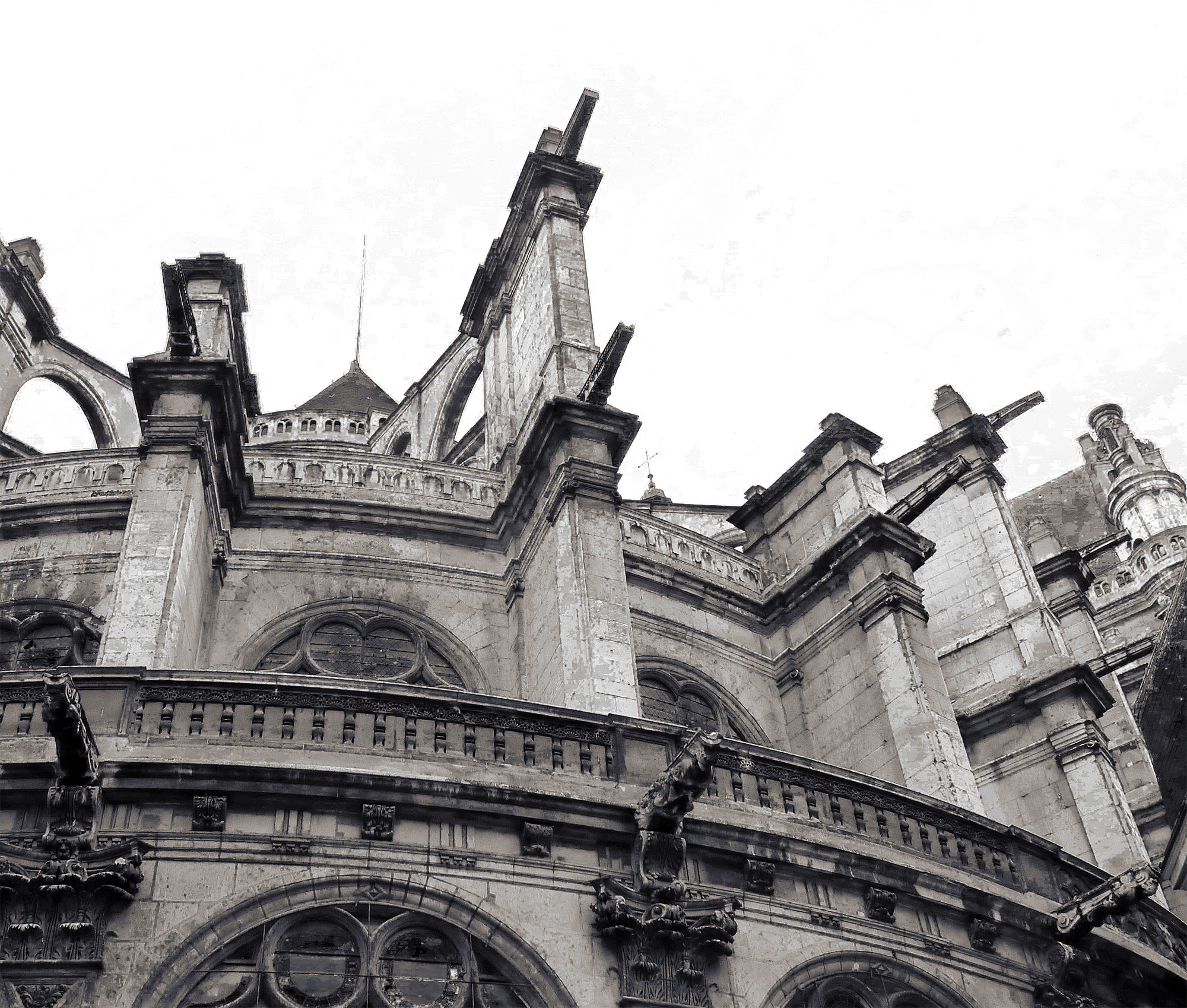
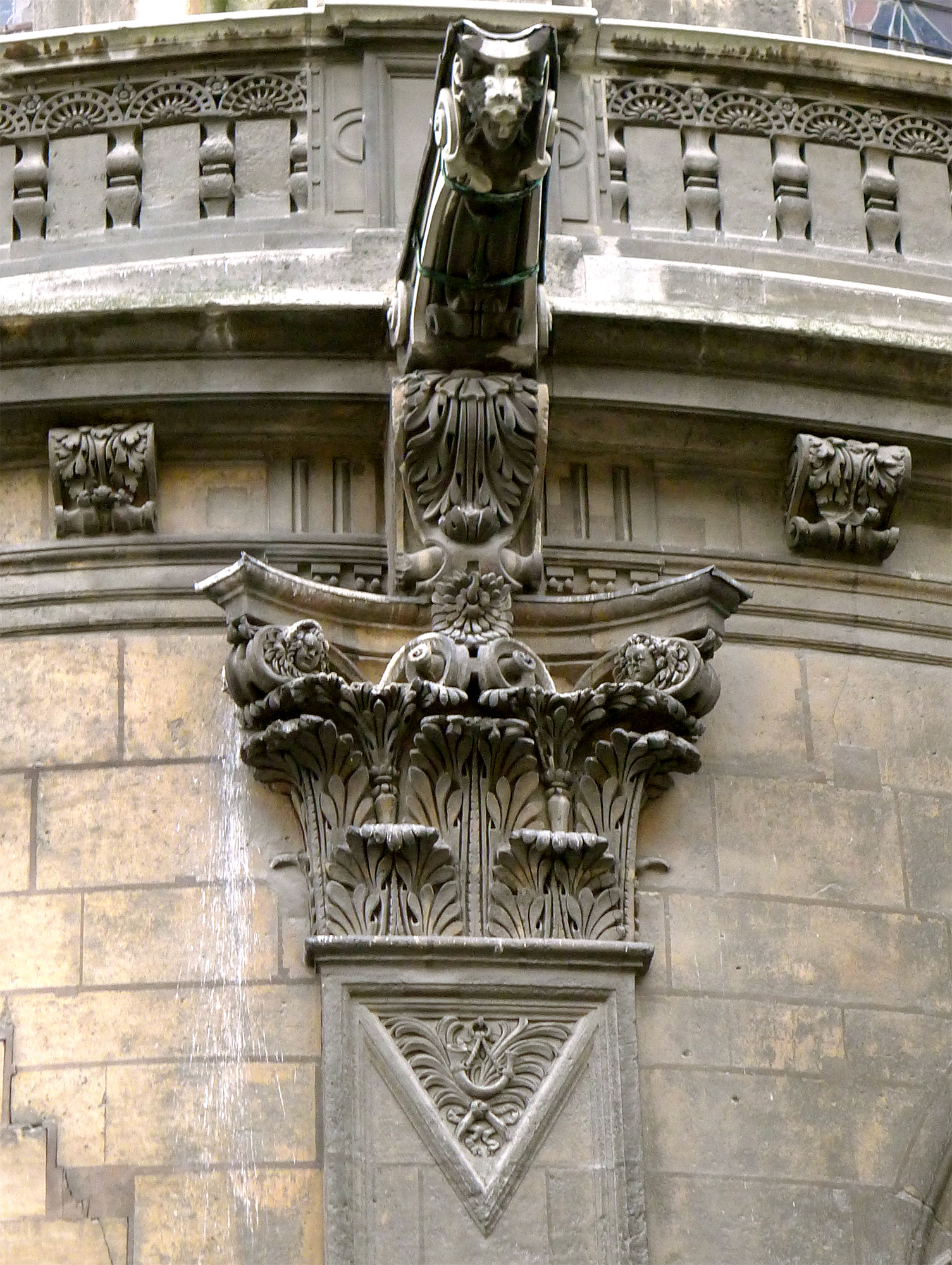
Detall

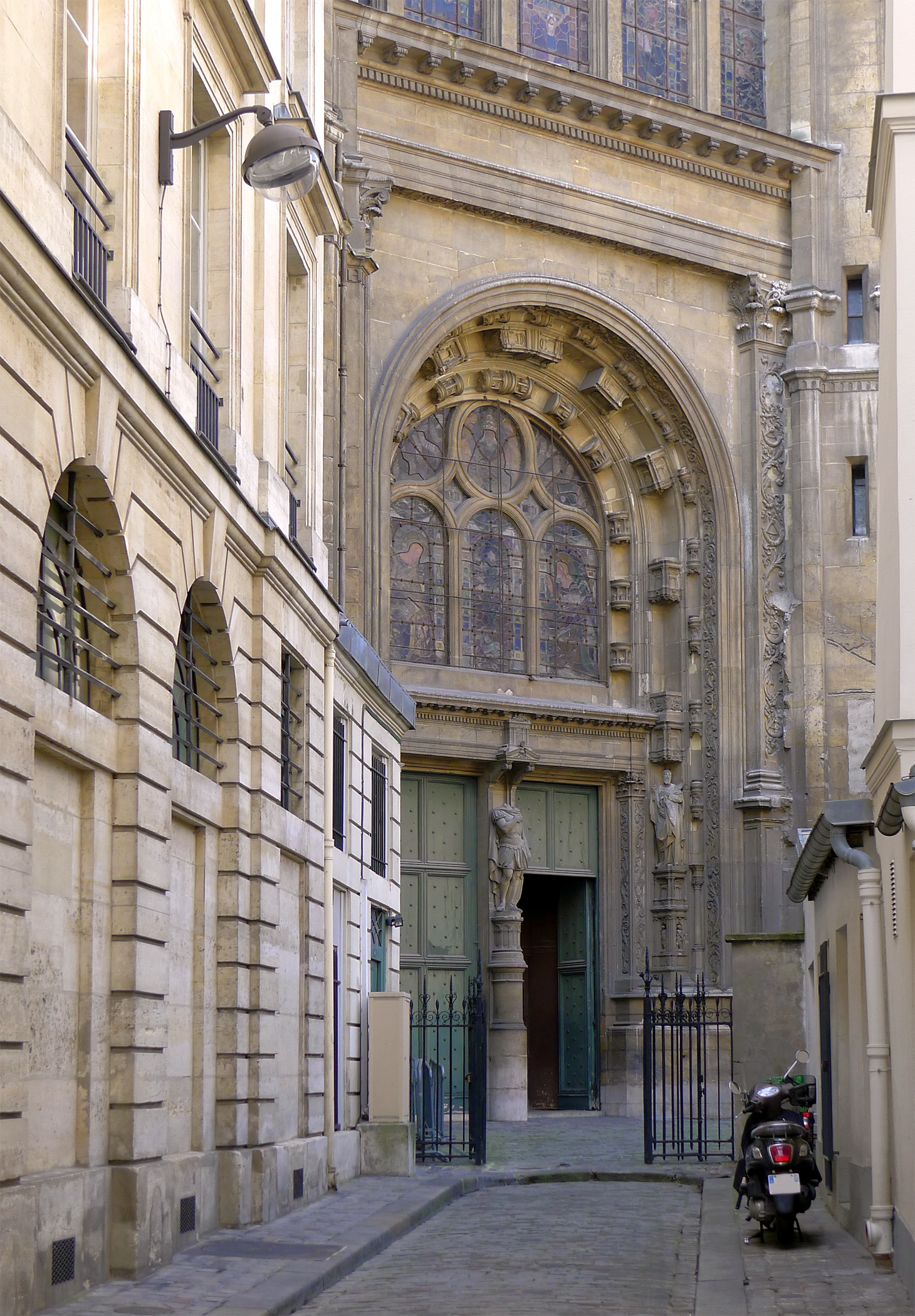
Entrada nord de l'església, impasse Saint-Eustache
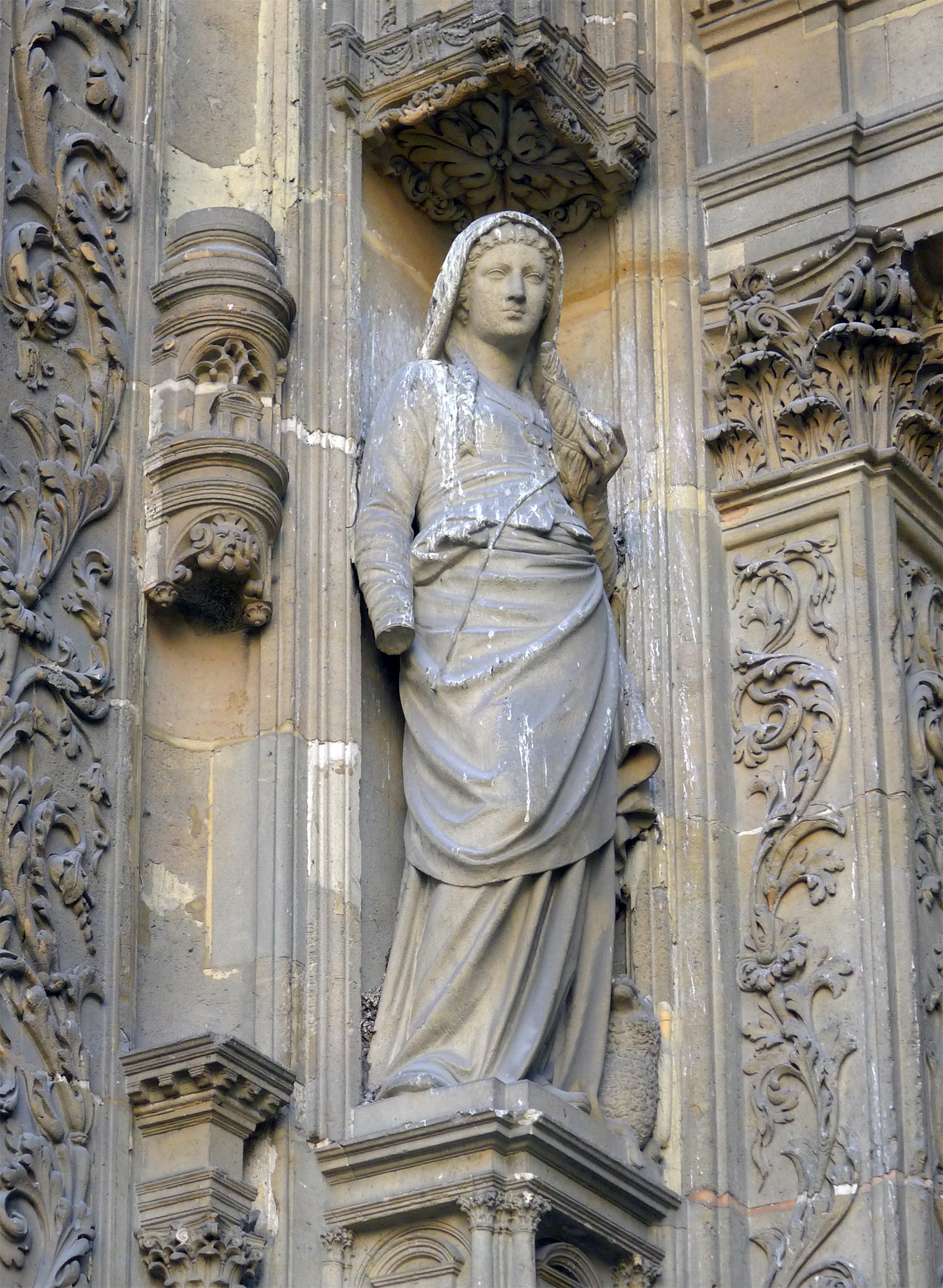
Estàtua de sainte Geneviève
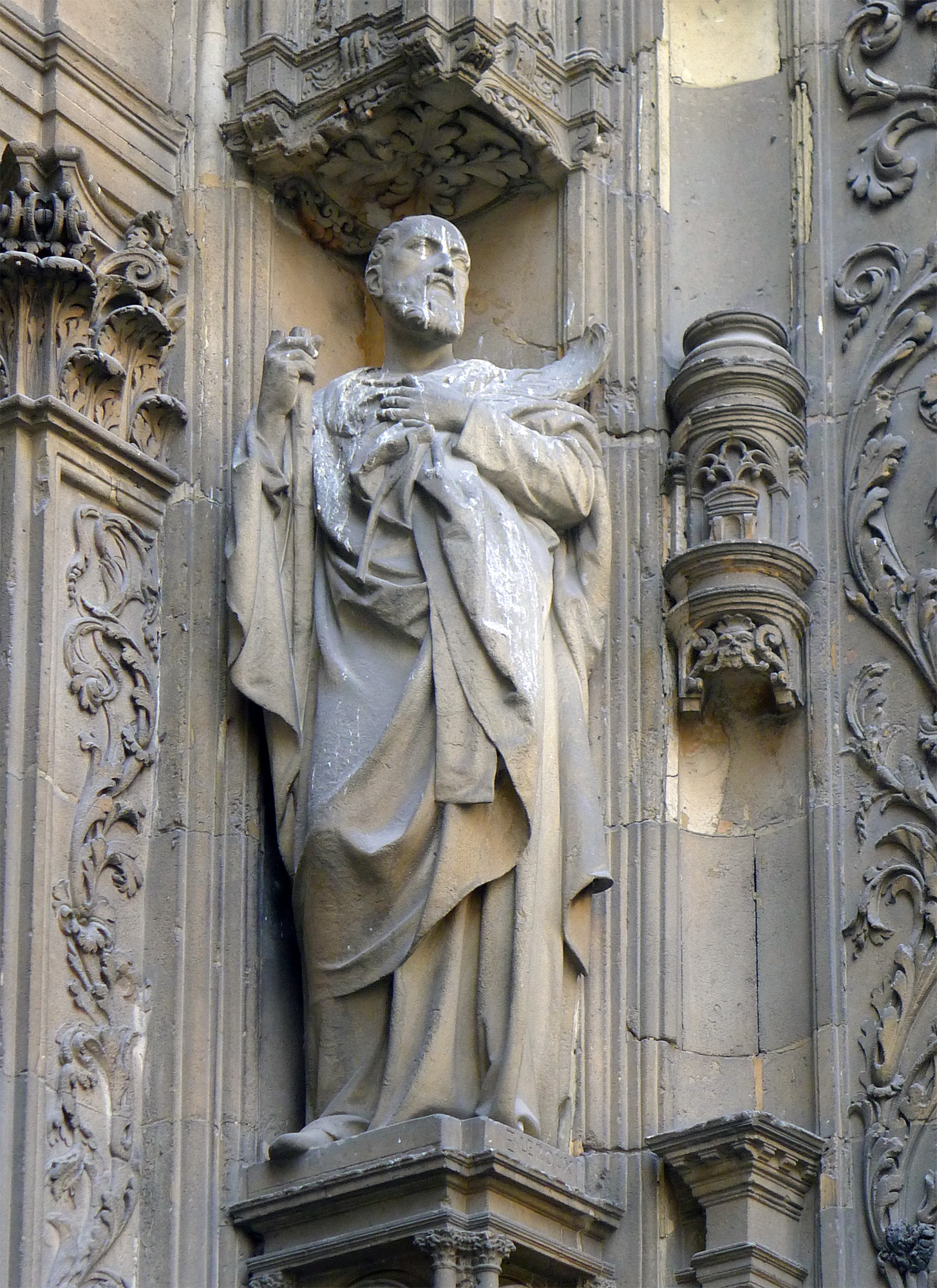
Estàtua de saint Denis

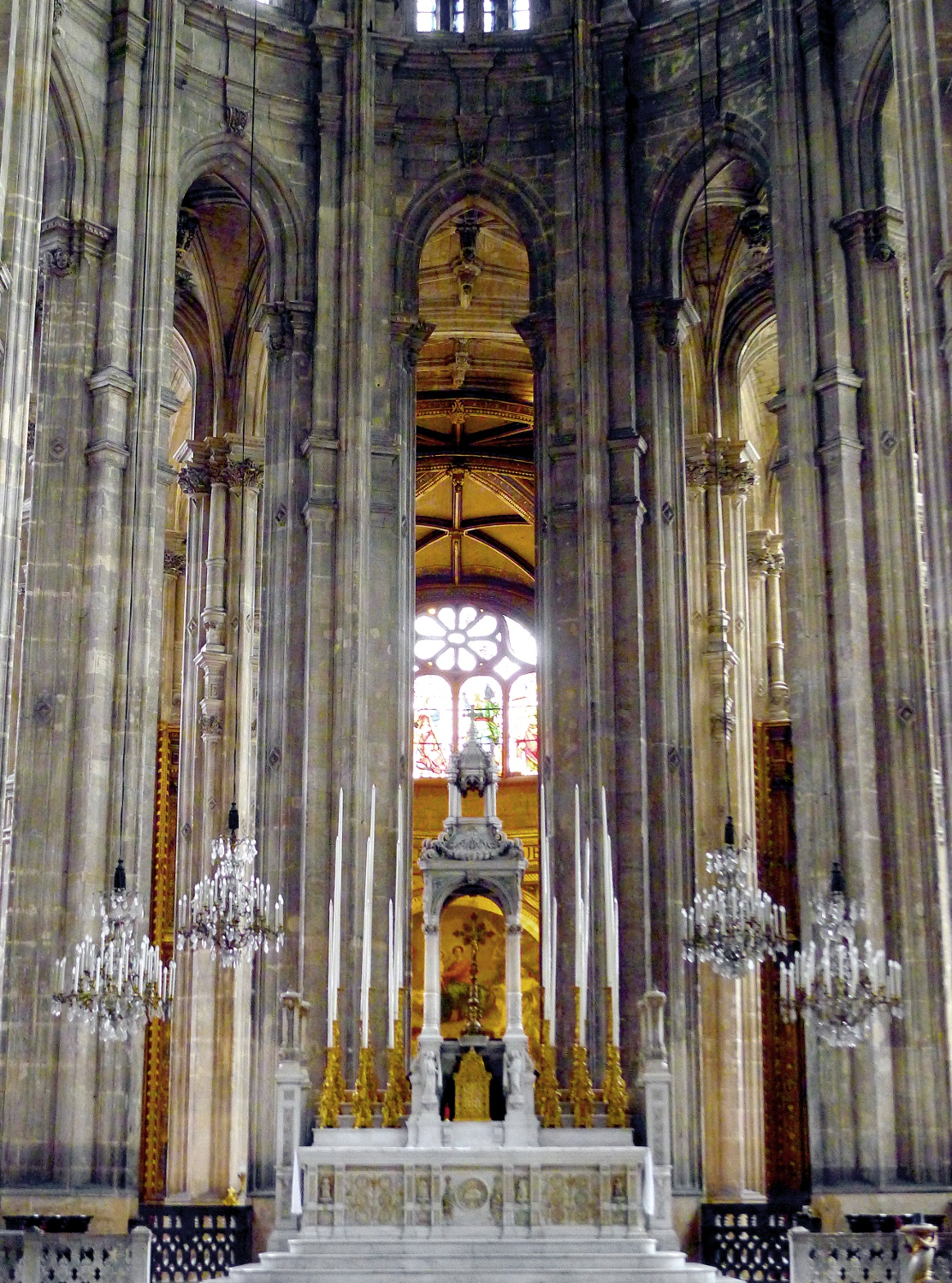
Chœur
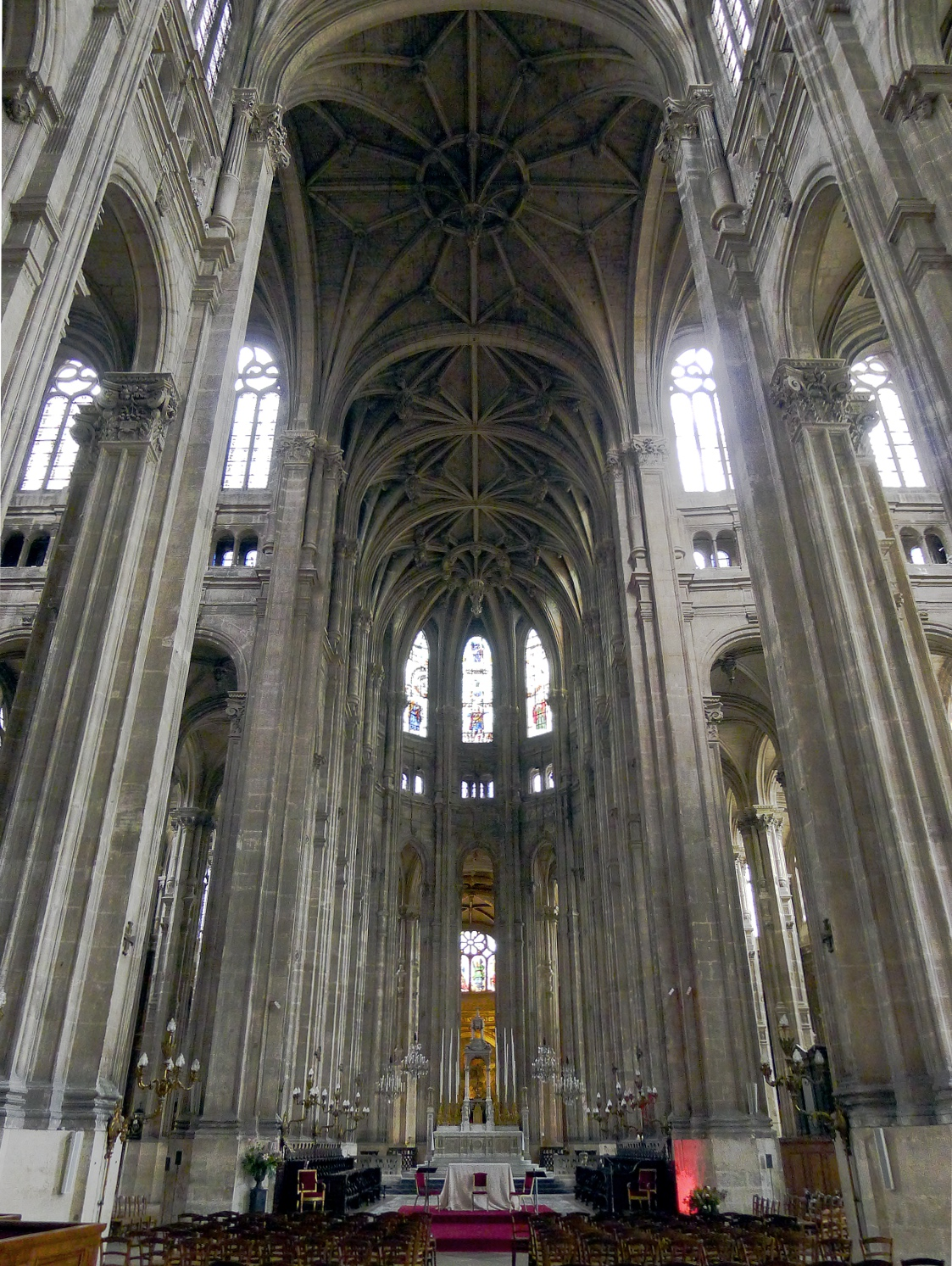
Nau i transsepte
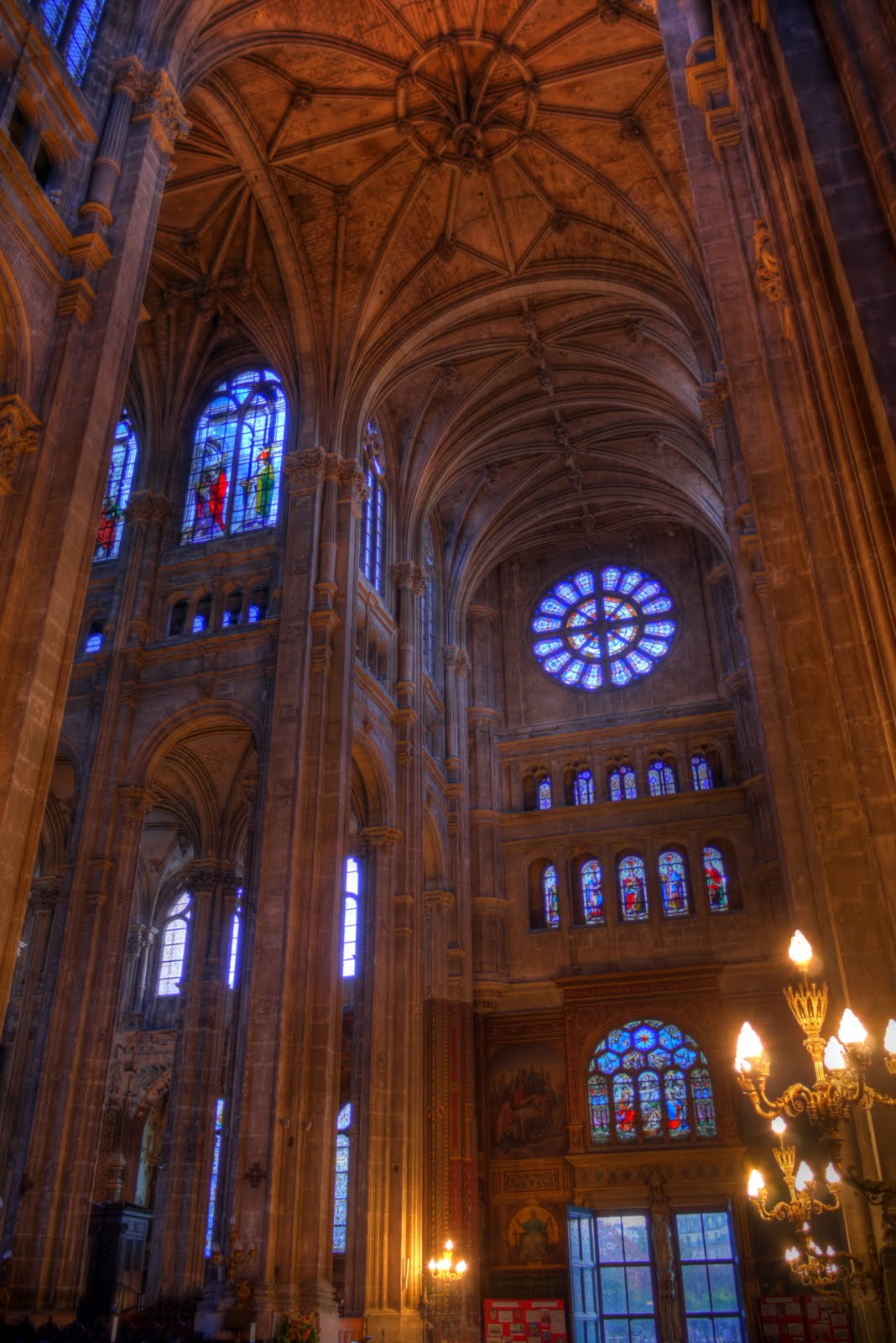
Transsepts sud, arcs i vitralls
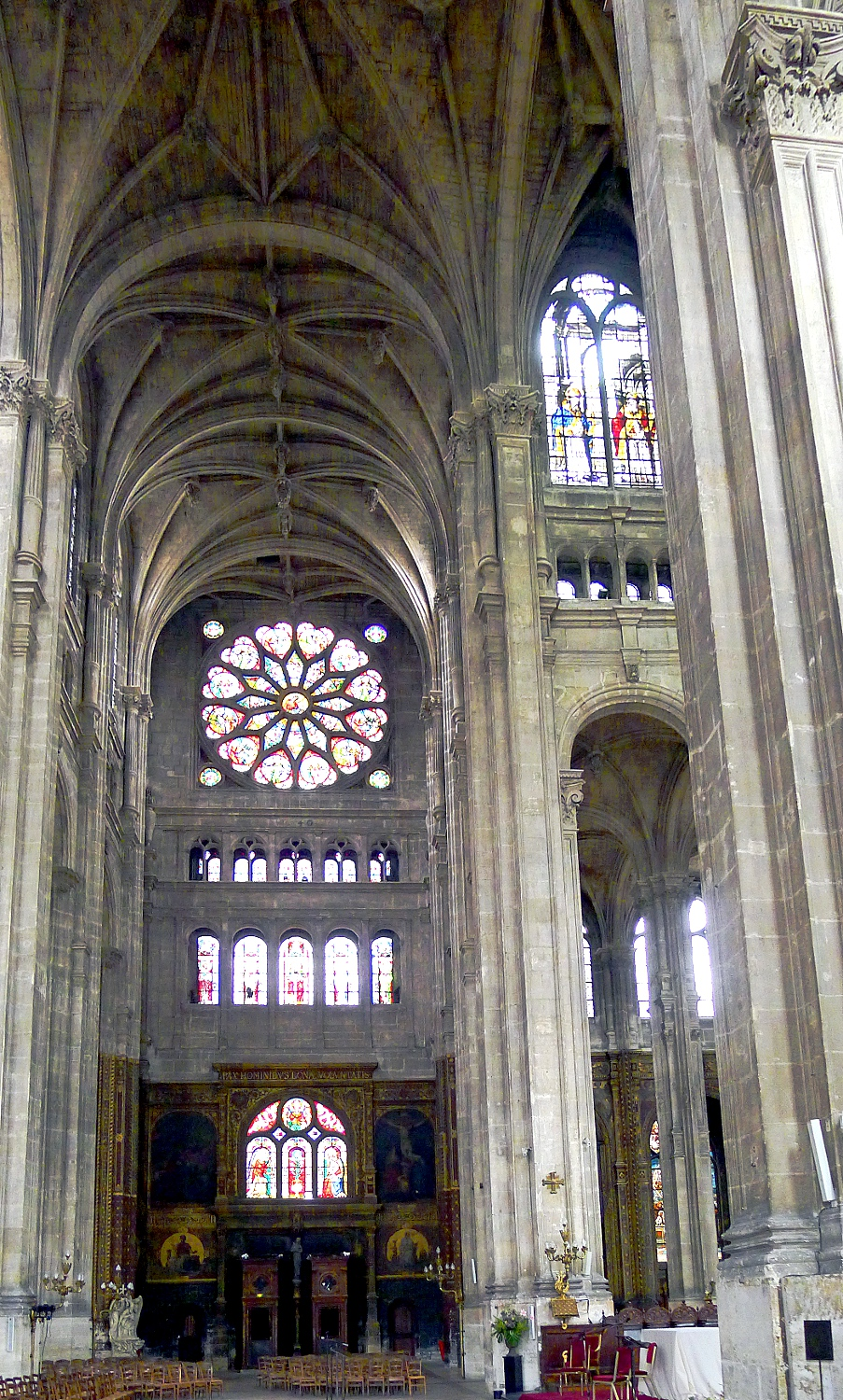
Transsepte nord

Capella de la Verge
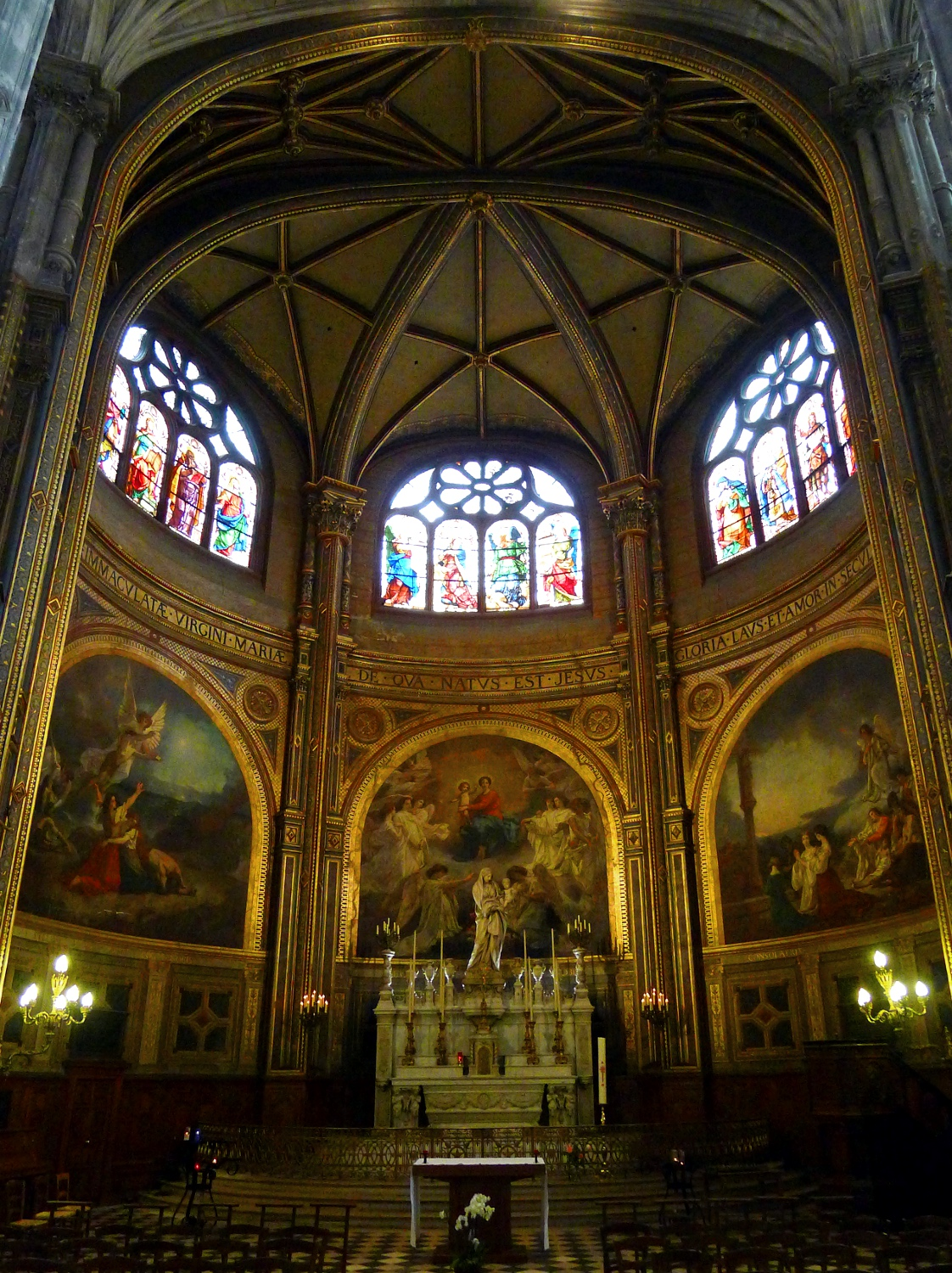
Capella de la Verge
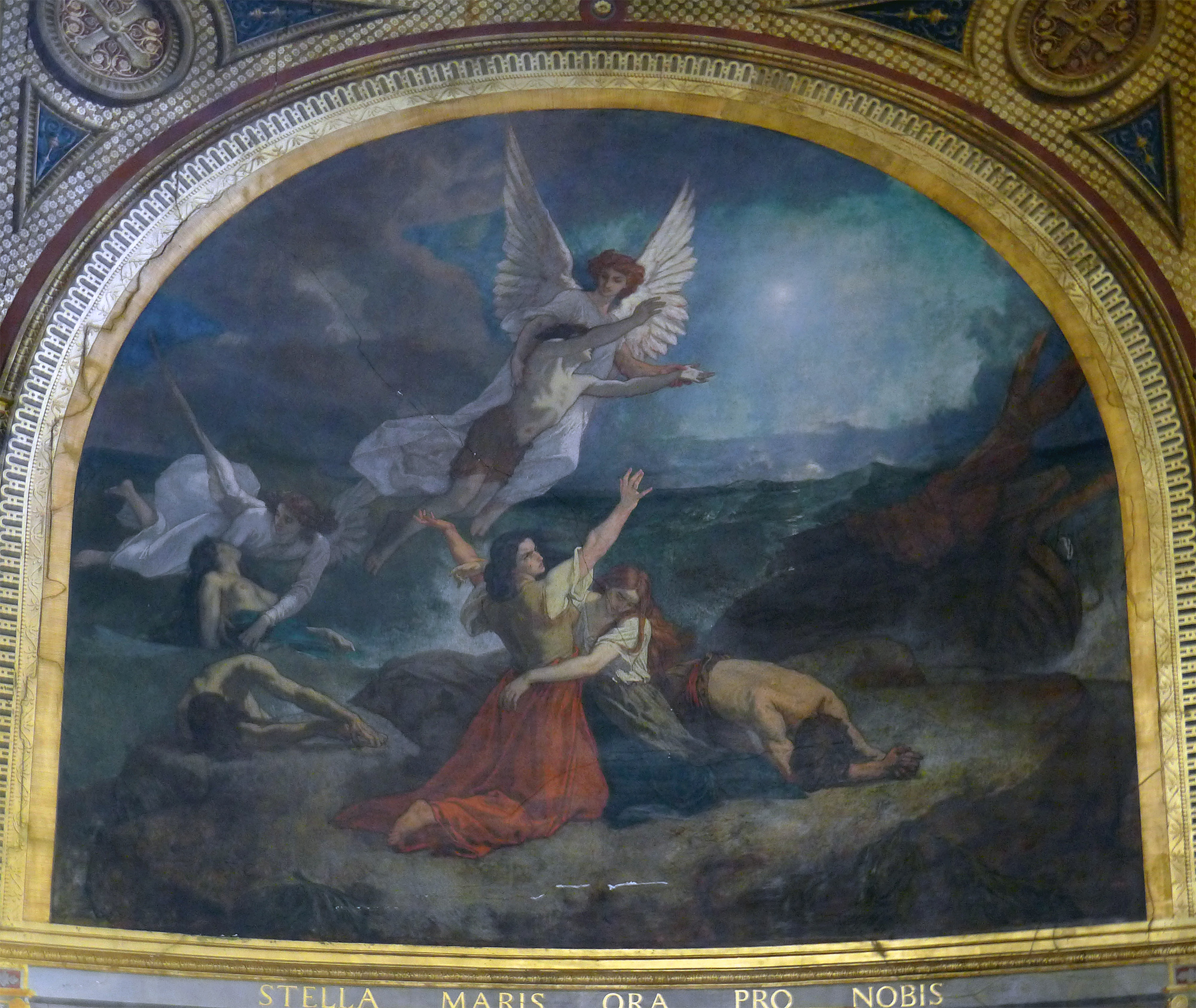
Panell esquerra : « La Vierge étoile des marins »
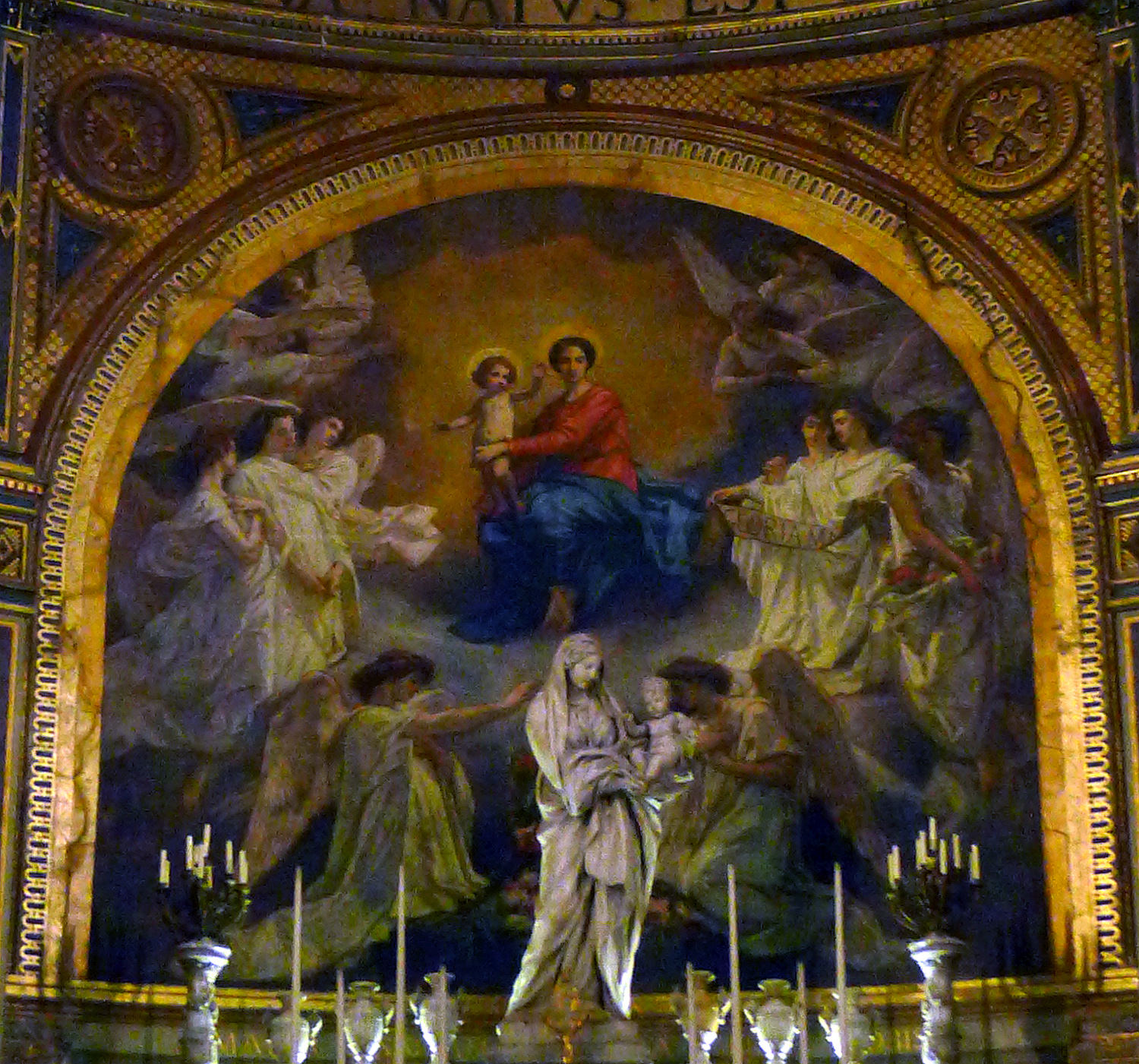
Panell central : « La Vierge triomphante adorée par les Anges »
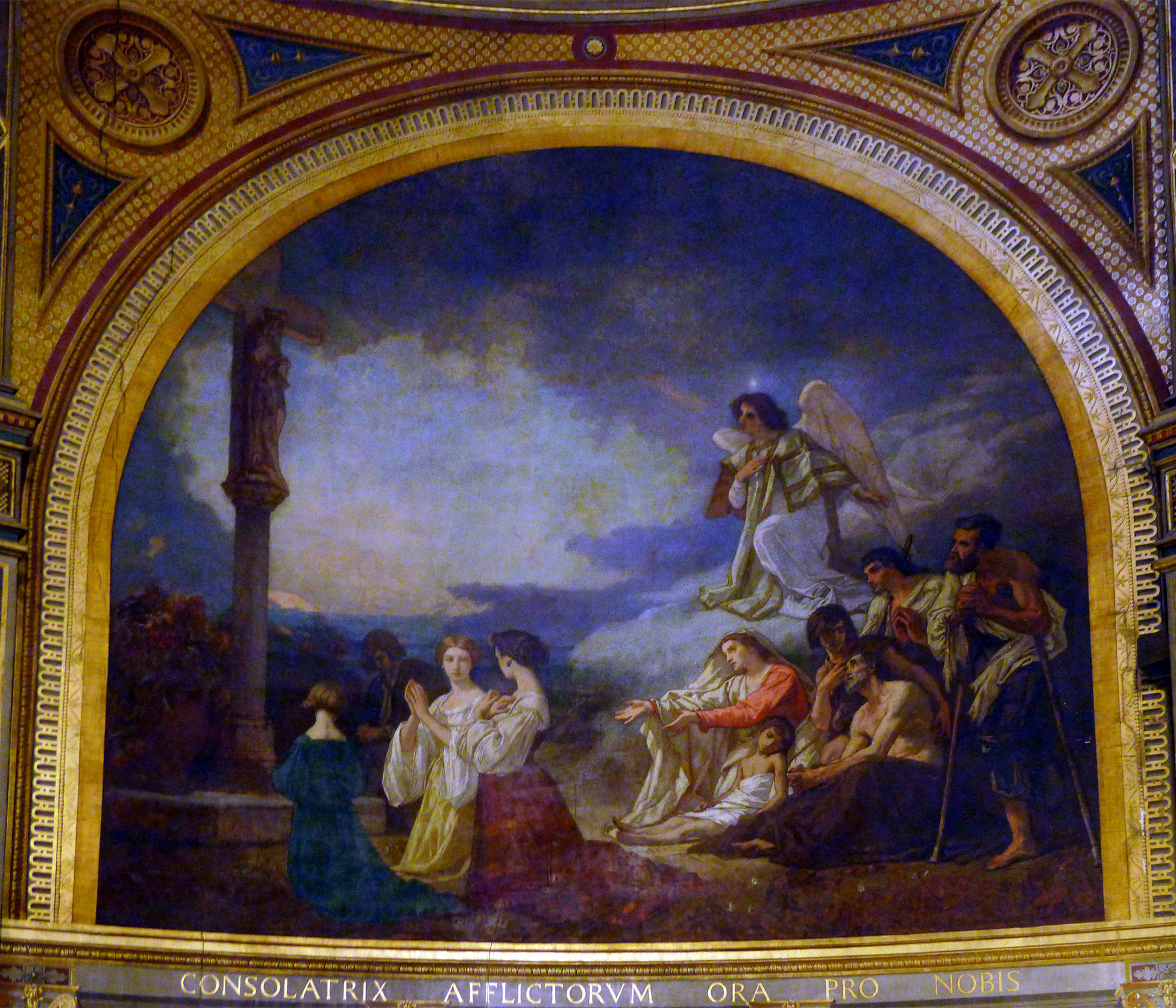
Panell de la dreta : «La Vierge consolatrice des affligés»

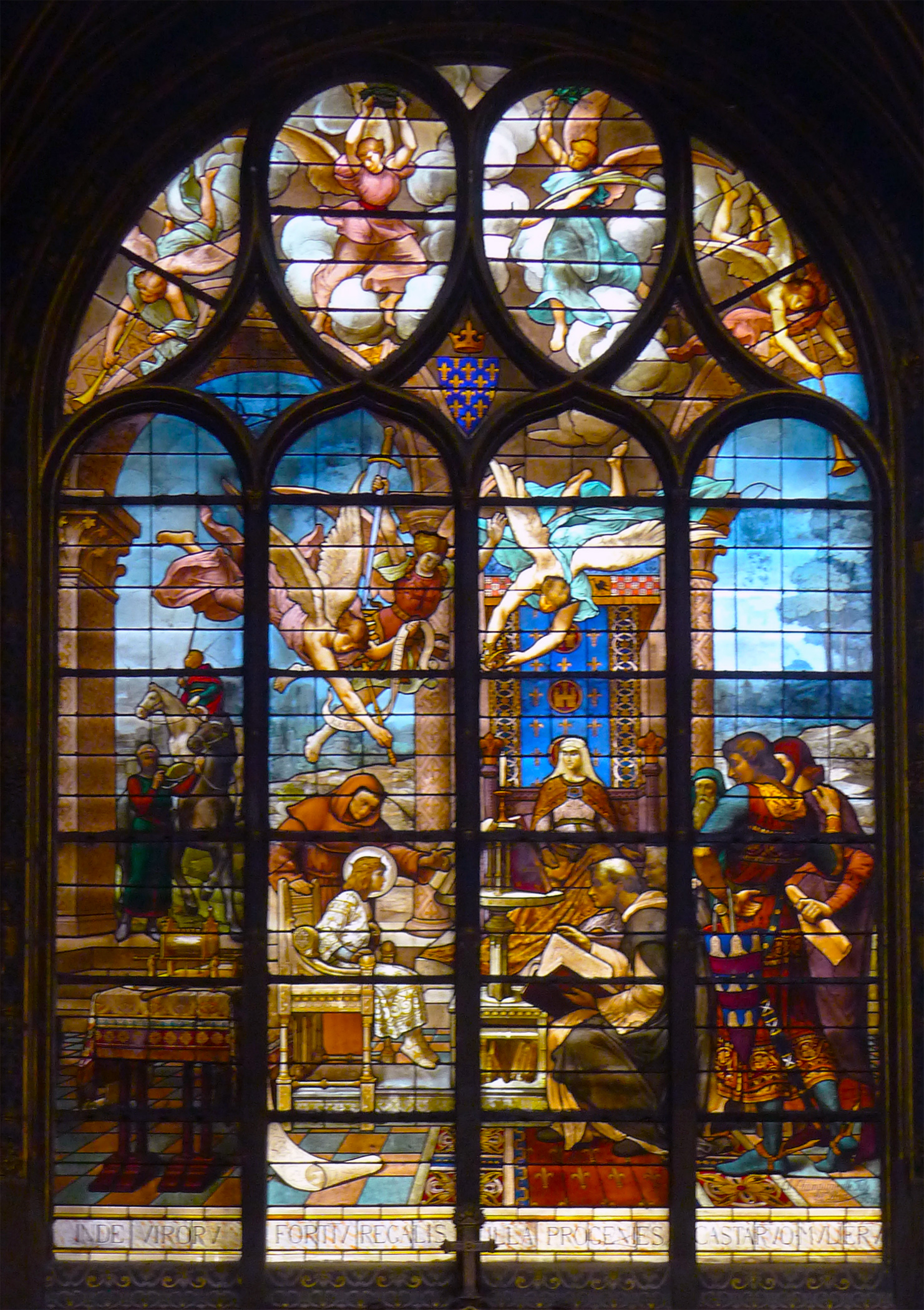
L'éducació de Louis IX (chapelle St-Louis)
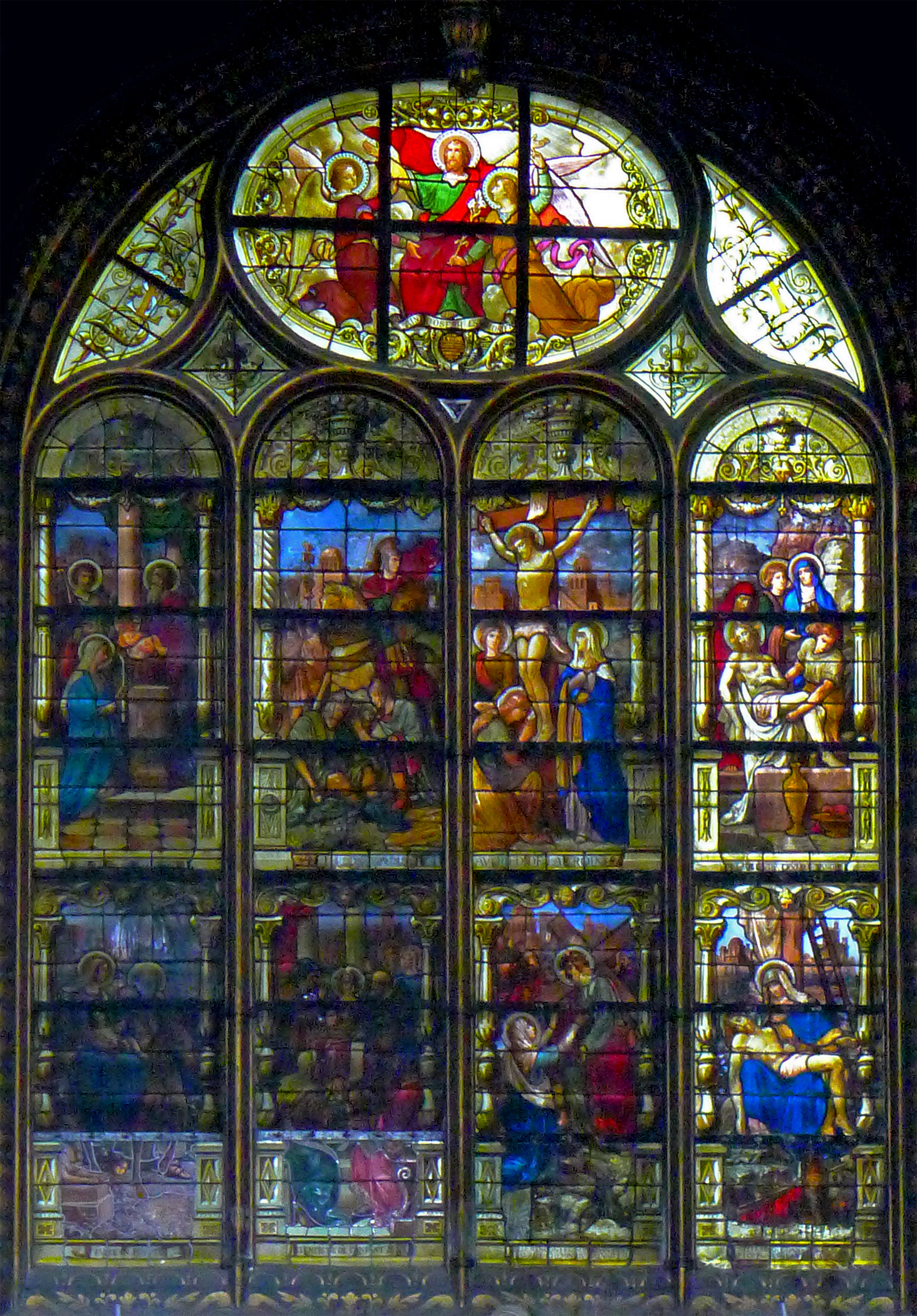
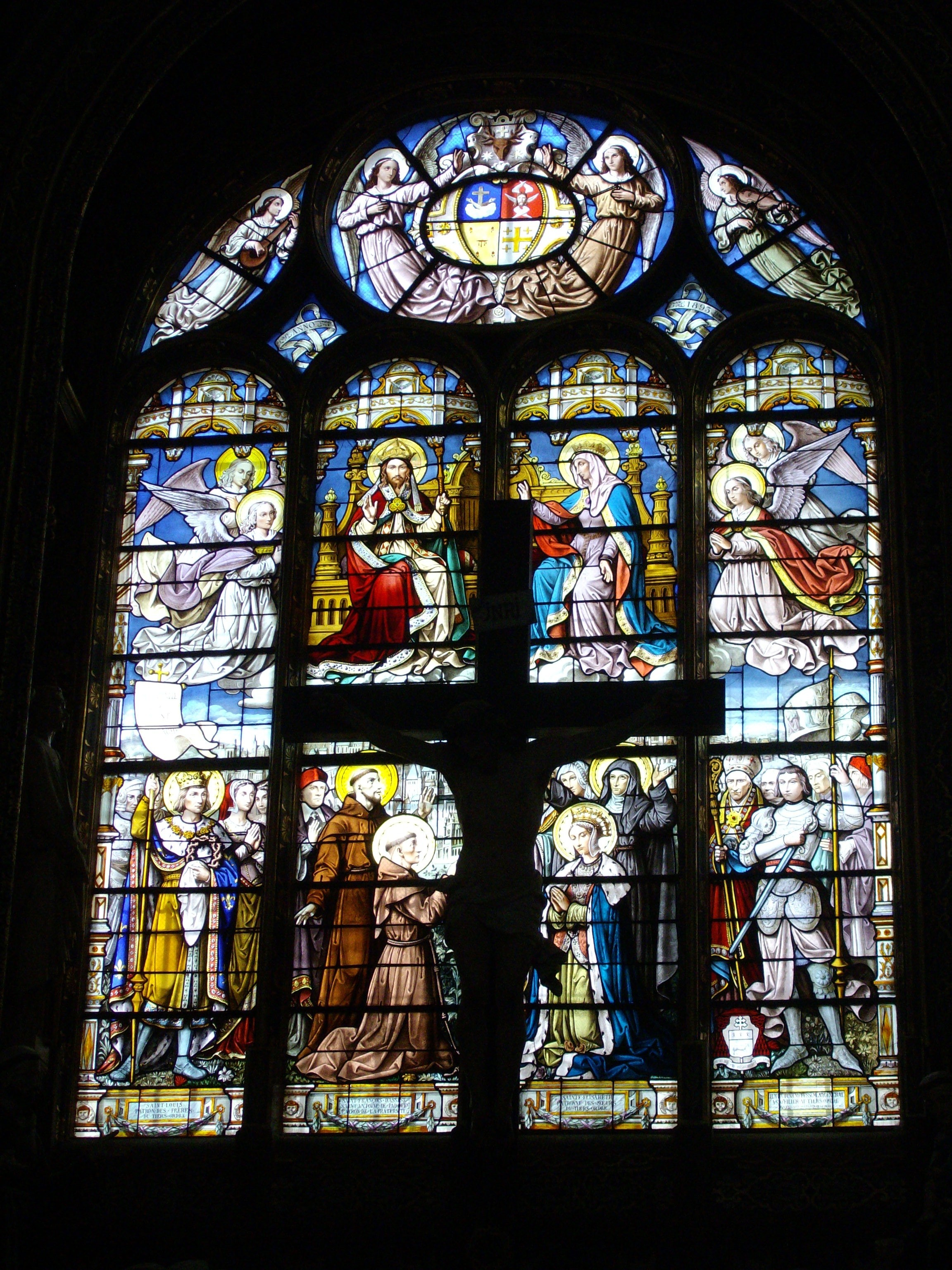
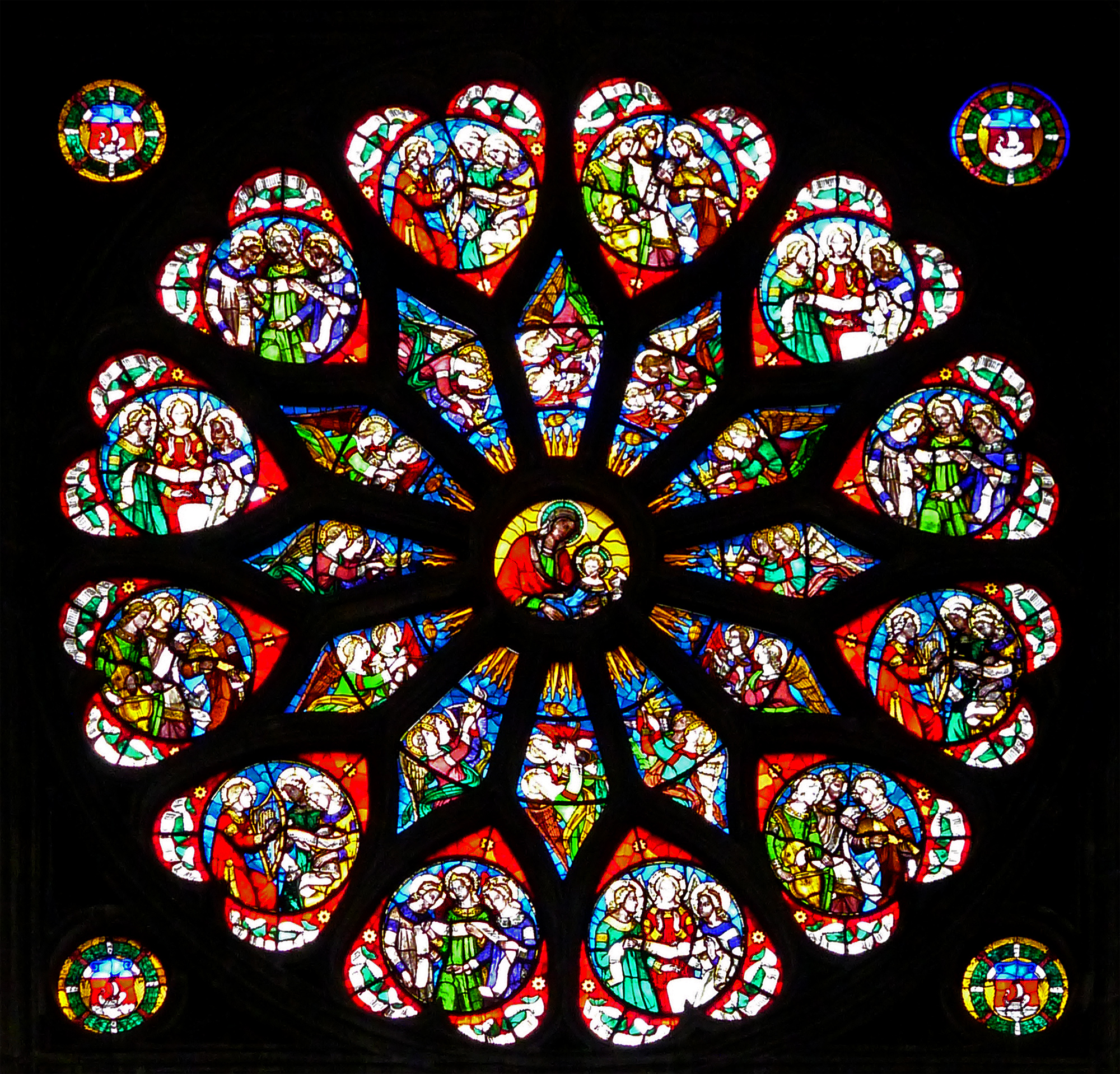
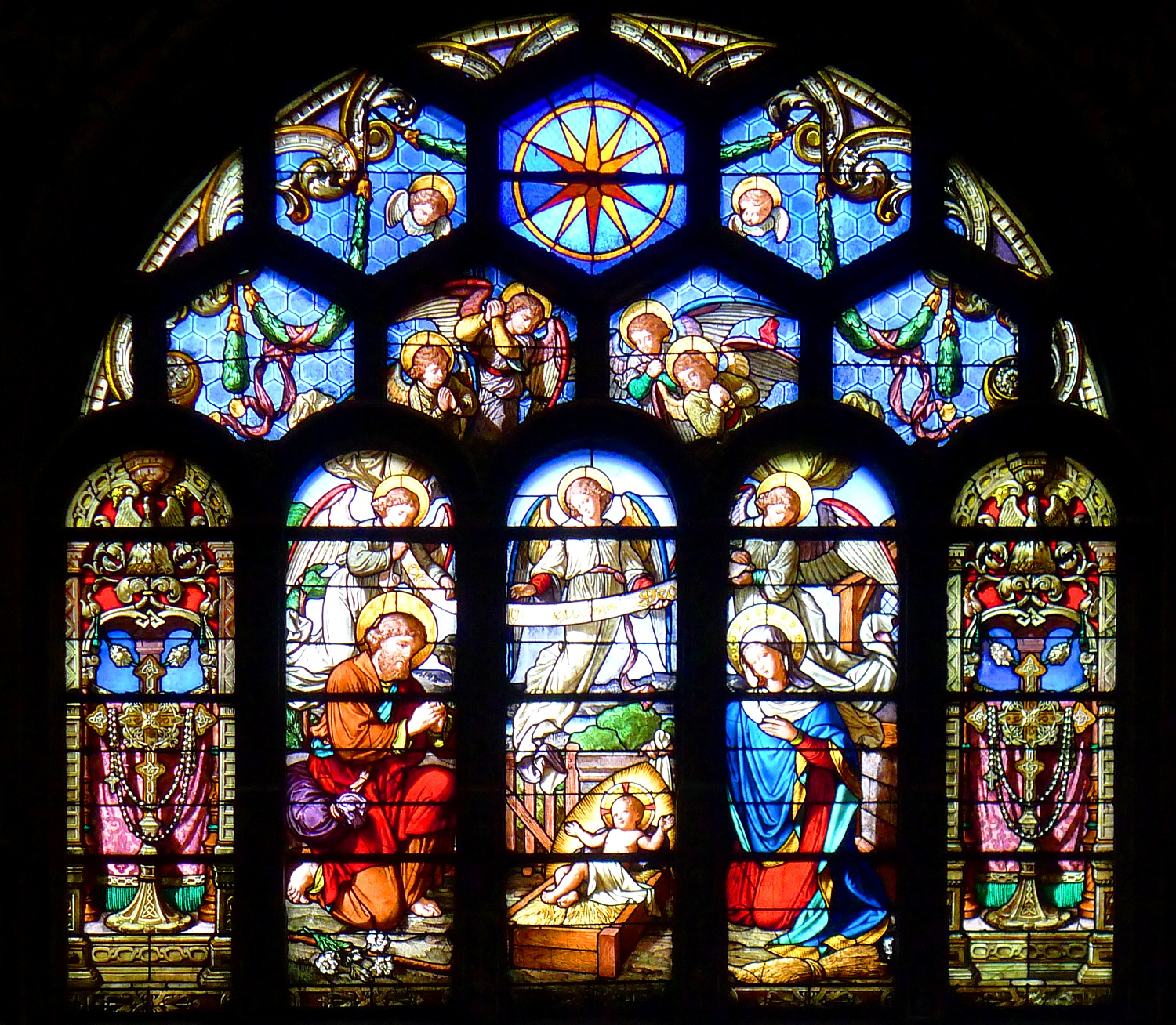
Vidres del transsepte sud
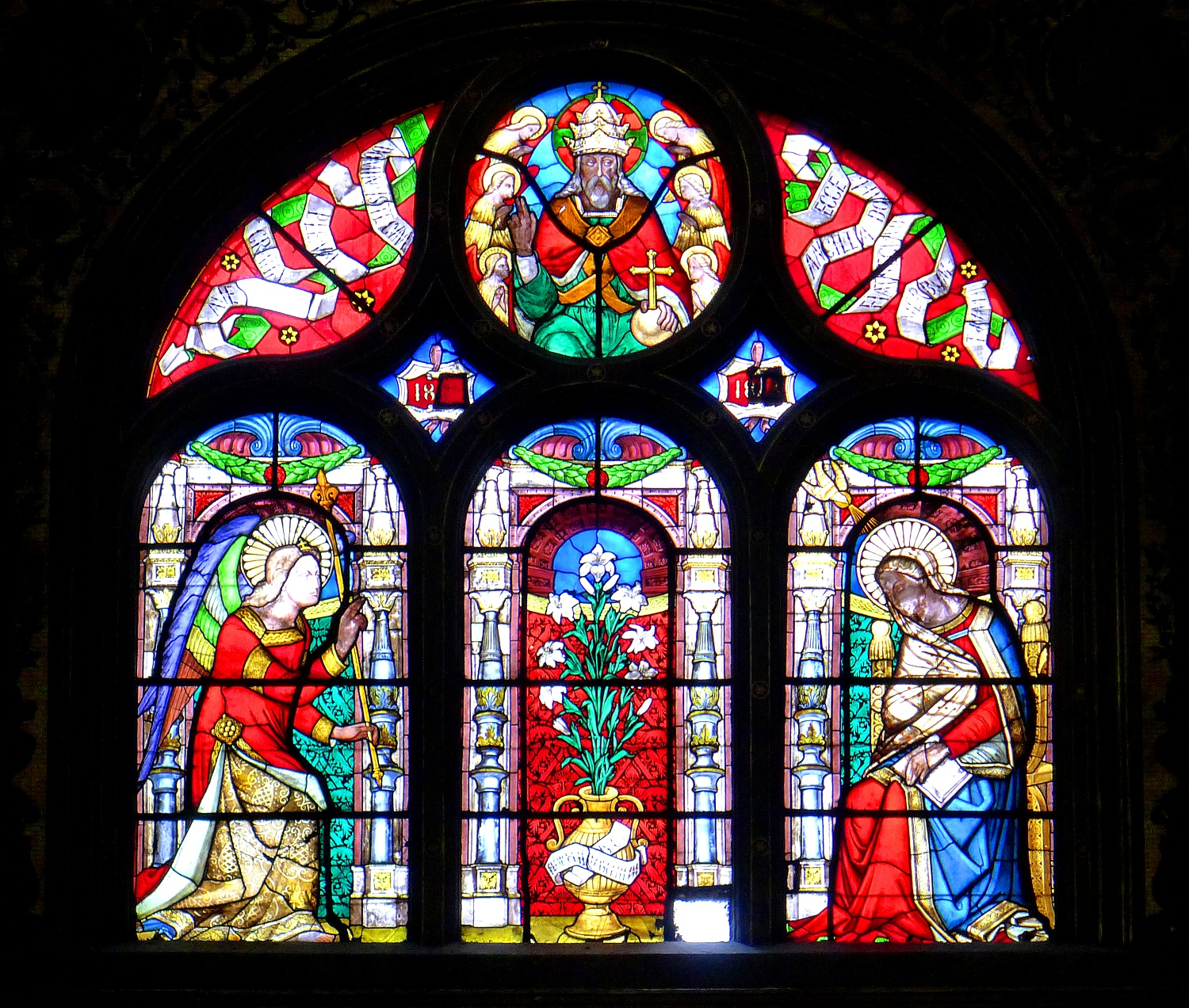
Vidres del transsepte nord

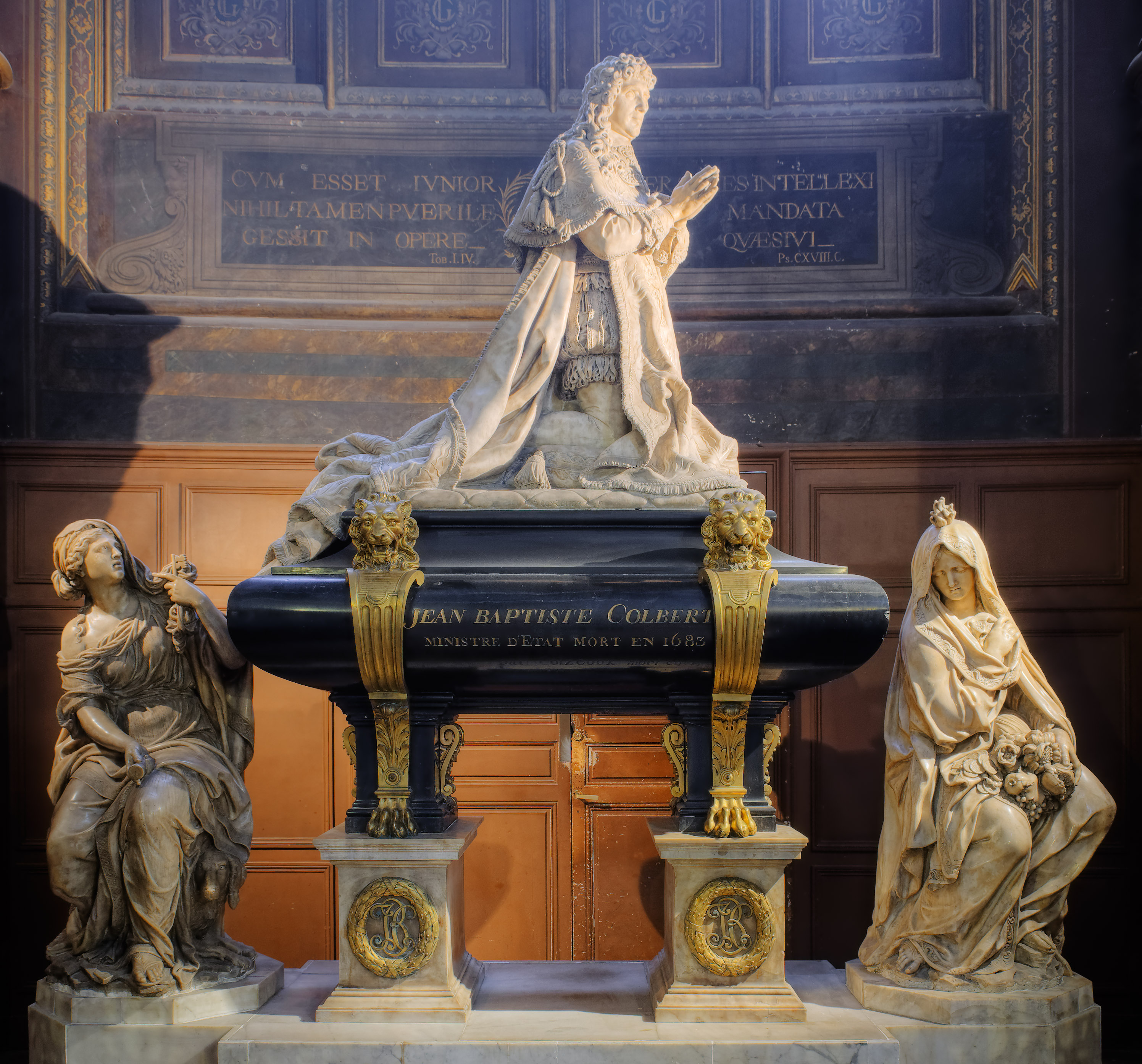
Tomba de Colbert per Antoine Coysevox

- La taula Tobie et l'ange[4] (1575-1580), del pintor Santi di Tito (1536-1603) posada el 1811.
- Le Martyre de saint Eustache per Simon Vouet (1590-1649)
- Un dels dos exemplars coneguts de les Disciples d'Emmaüs, de Rubens, (1611).
- Un dels nous exemplars del tríptic, "La vie du Christ" de Keith Haring, en bronze recobert d'una pàtina d'or blanc, es troba a la capella de Saint-Vincent-de-Paul.[5]

Mobiliari
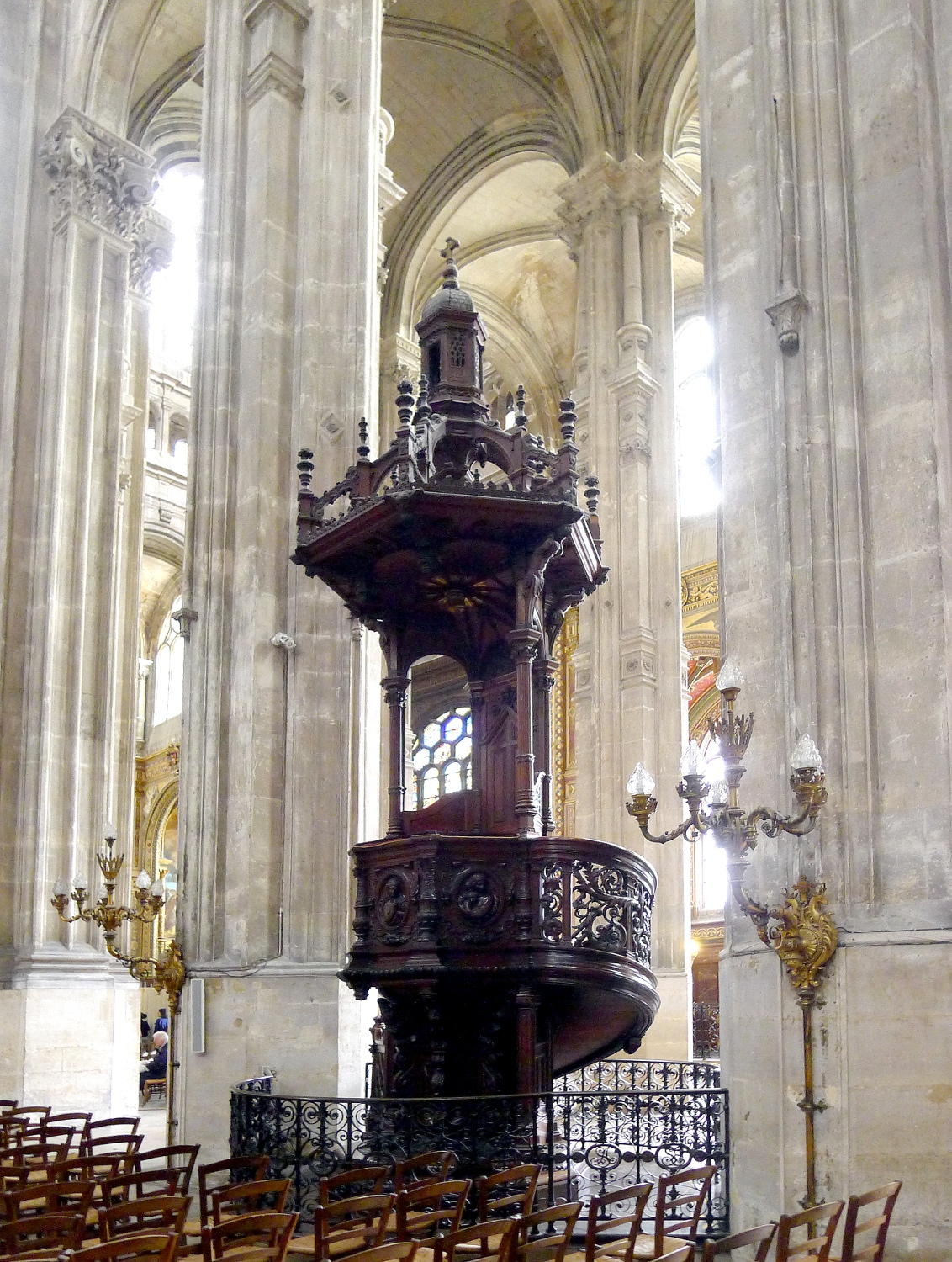
Púlpit fet per Victor Pyanet
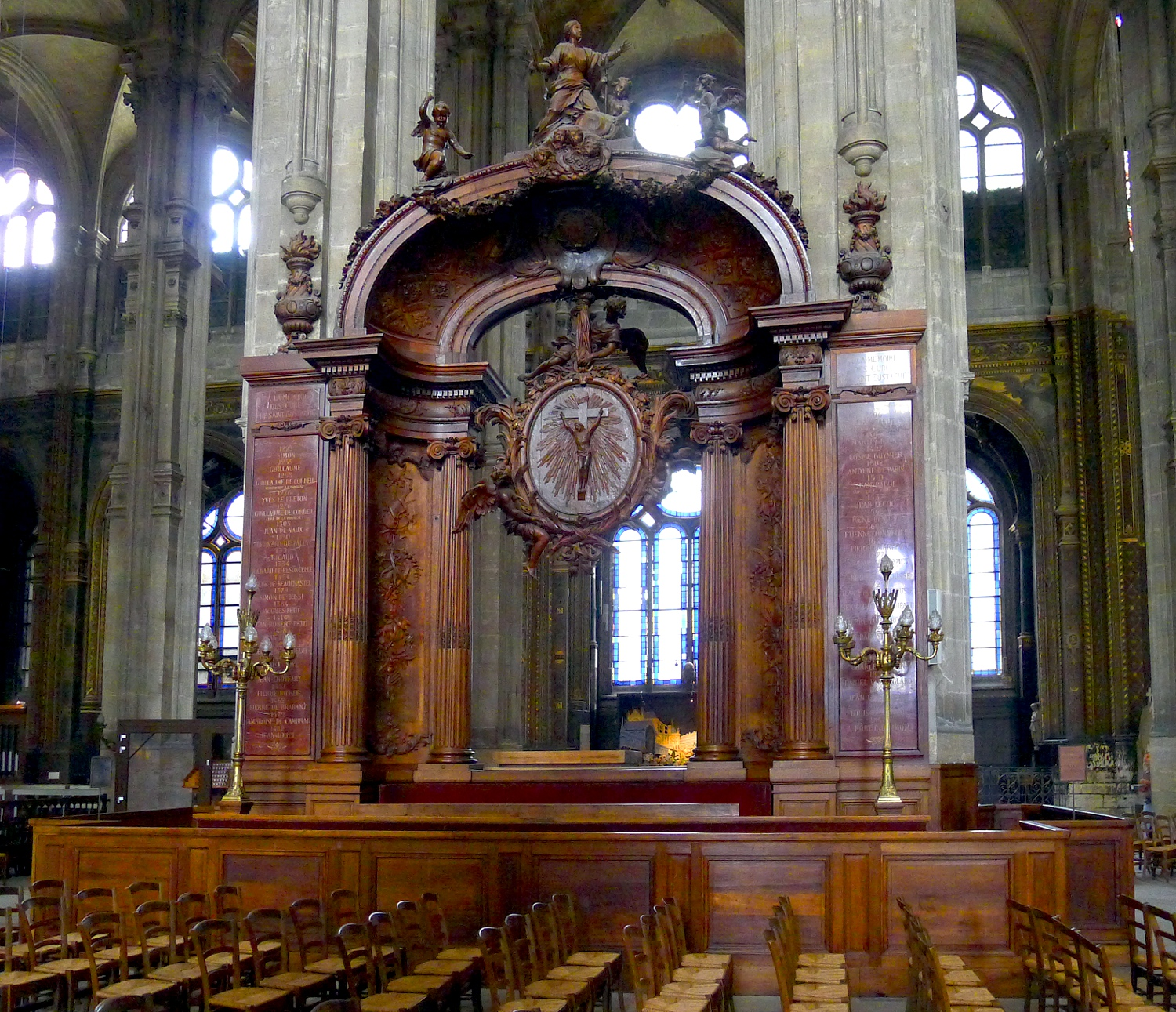
Banc d'obra fet per Pierre Lepautre (c. 1720) classificat com monument històric de França.
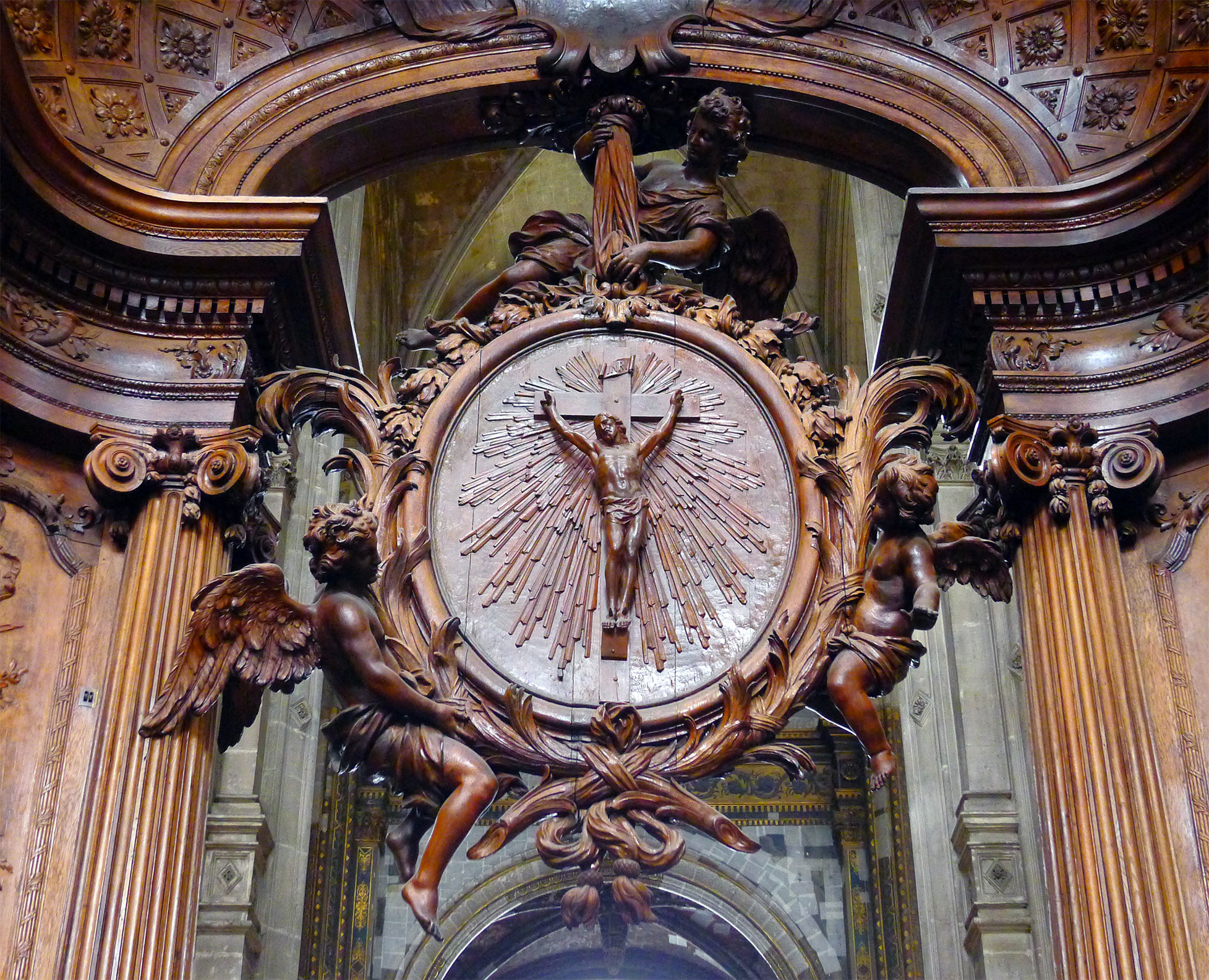
Detall

Esculptures
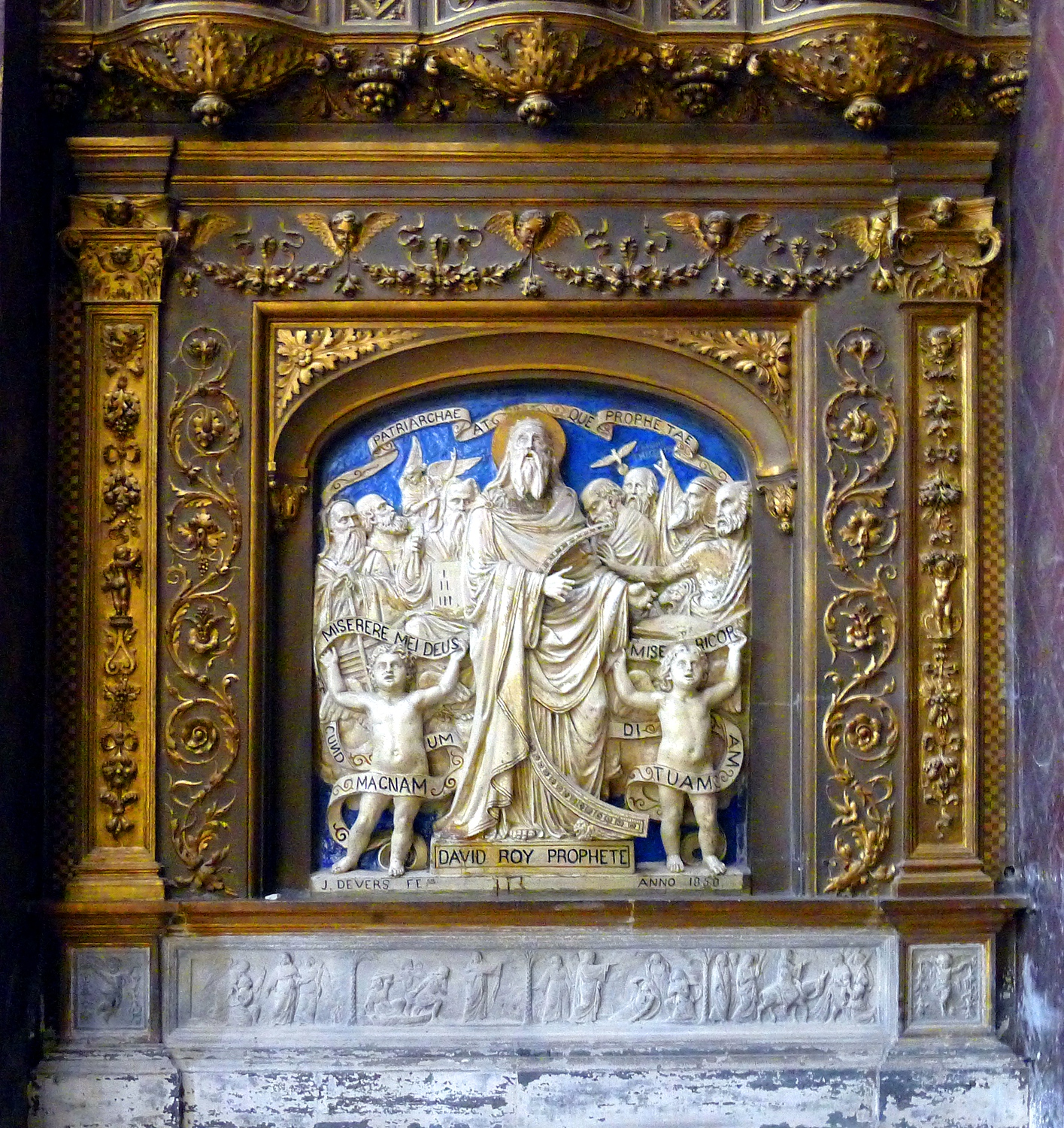
Alt relleu, "David roi prophète" (1850)
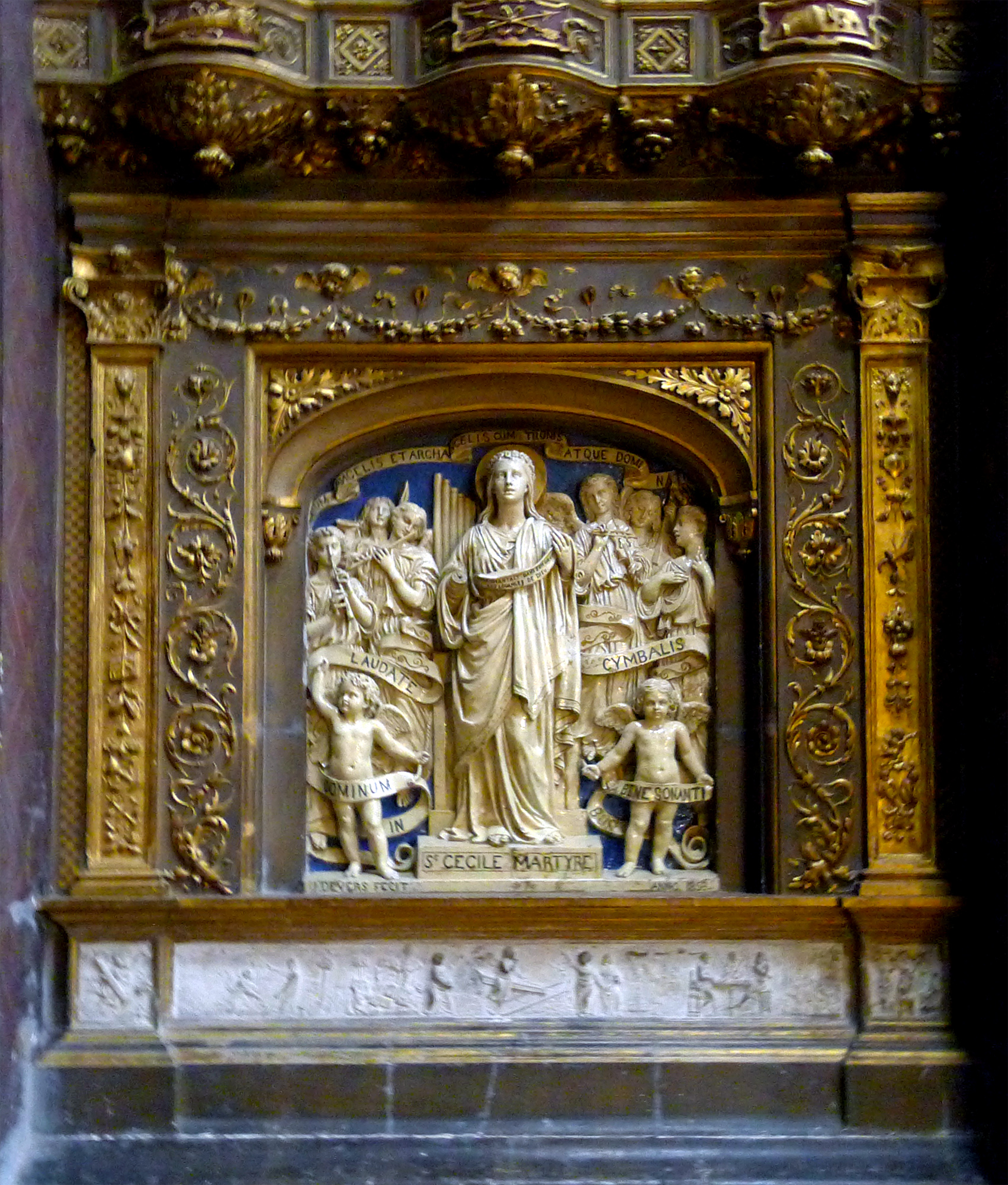
Alt relleu, "Sainte Cécile martyre"
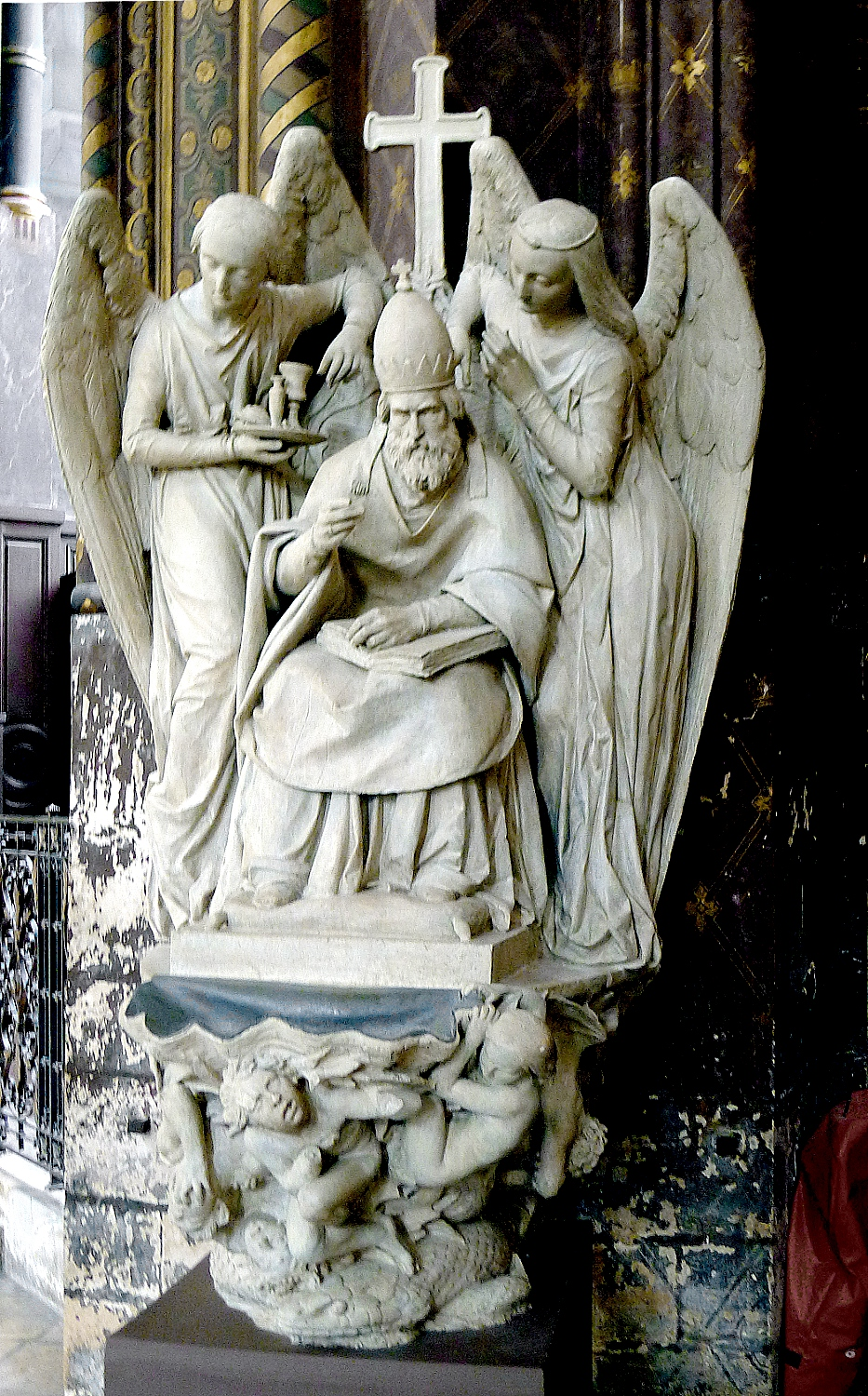
Pica d'aigua beneïda de guix, "Le pape Alexandre II instituant l'usage de l'eau bénite" (1834), classificada MH
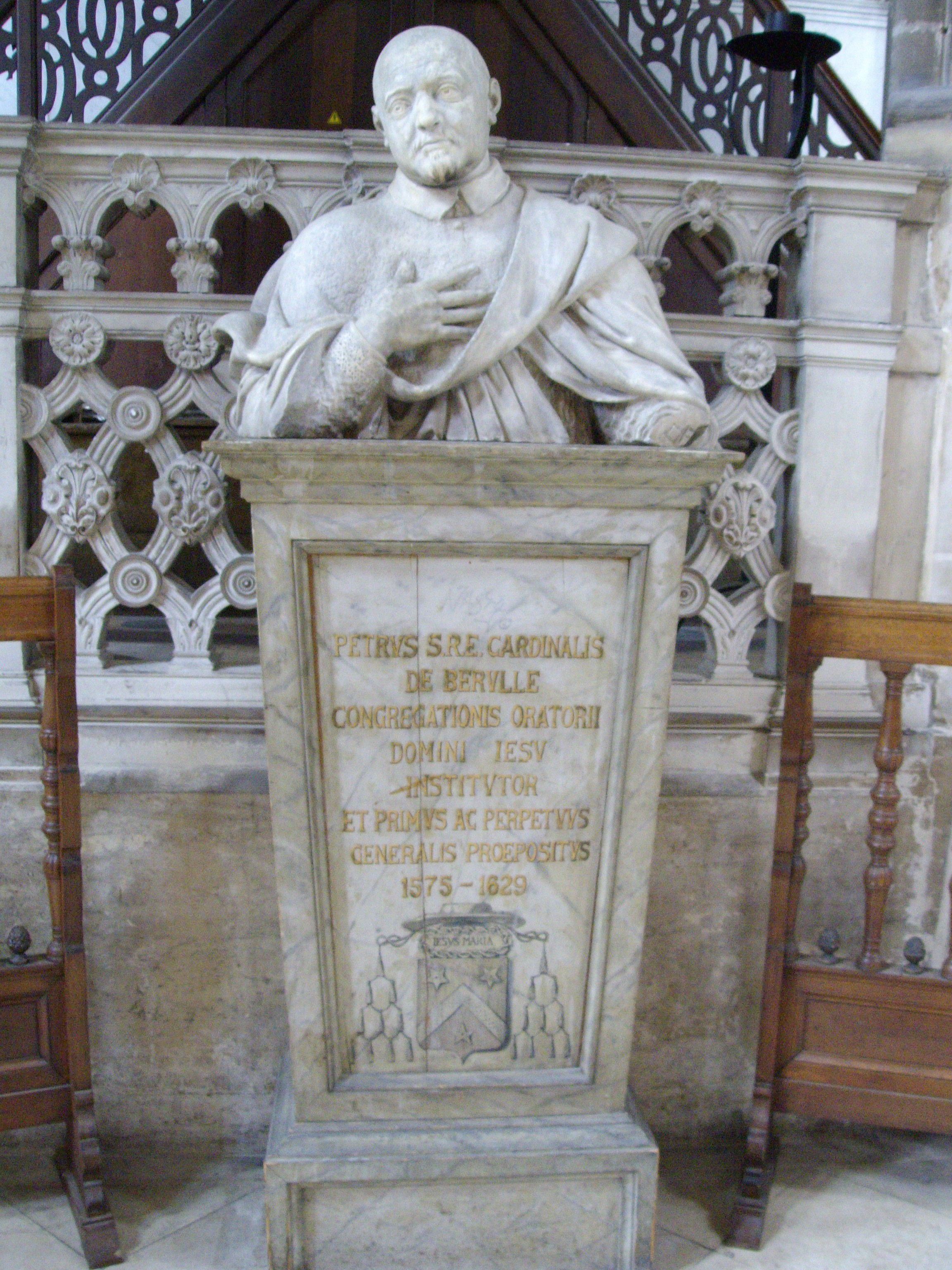
Bust de Pierre de Bérulle
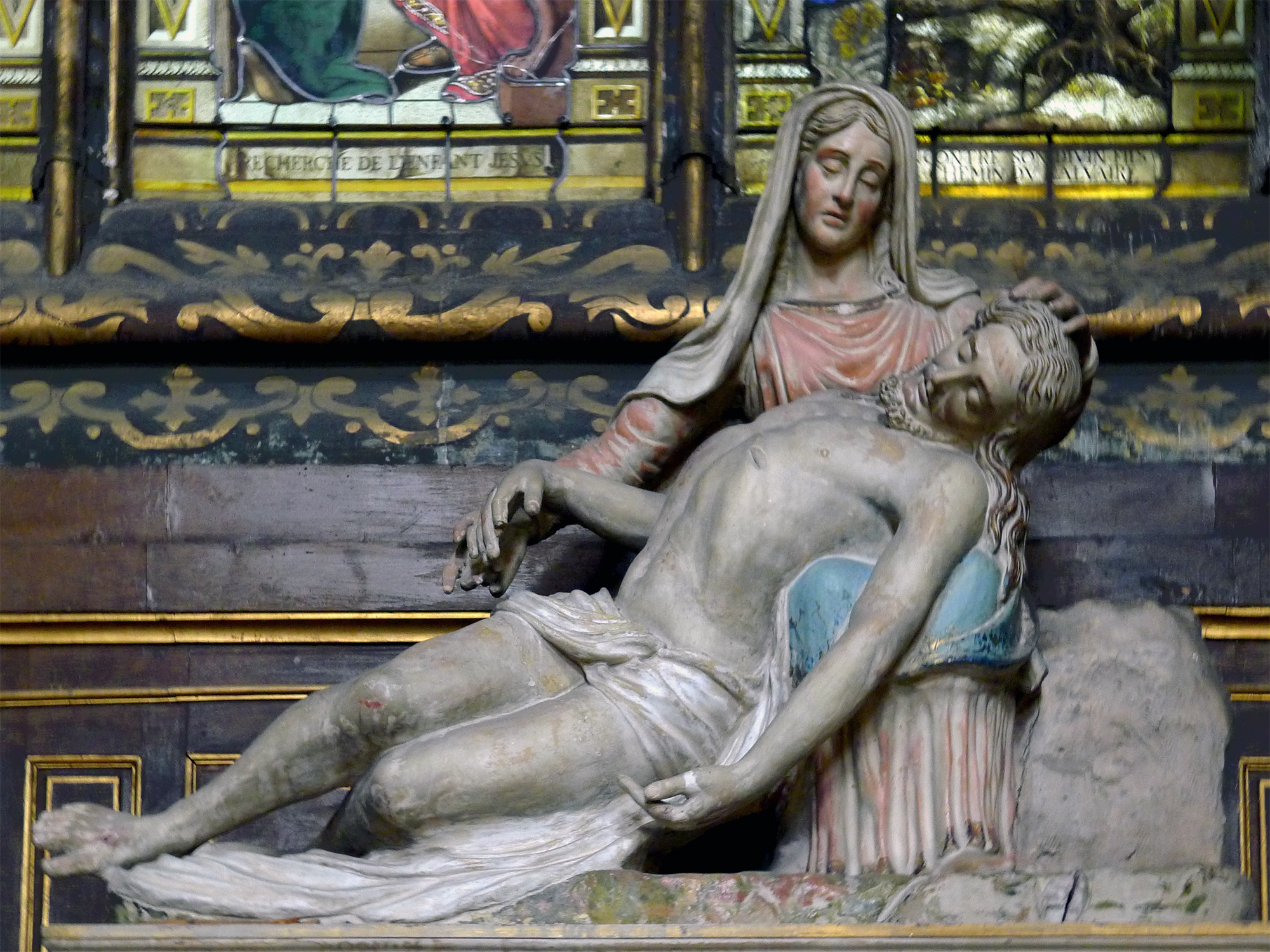
Vierge de Pitié

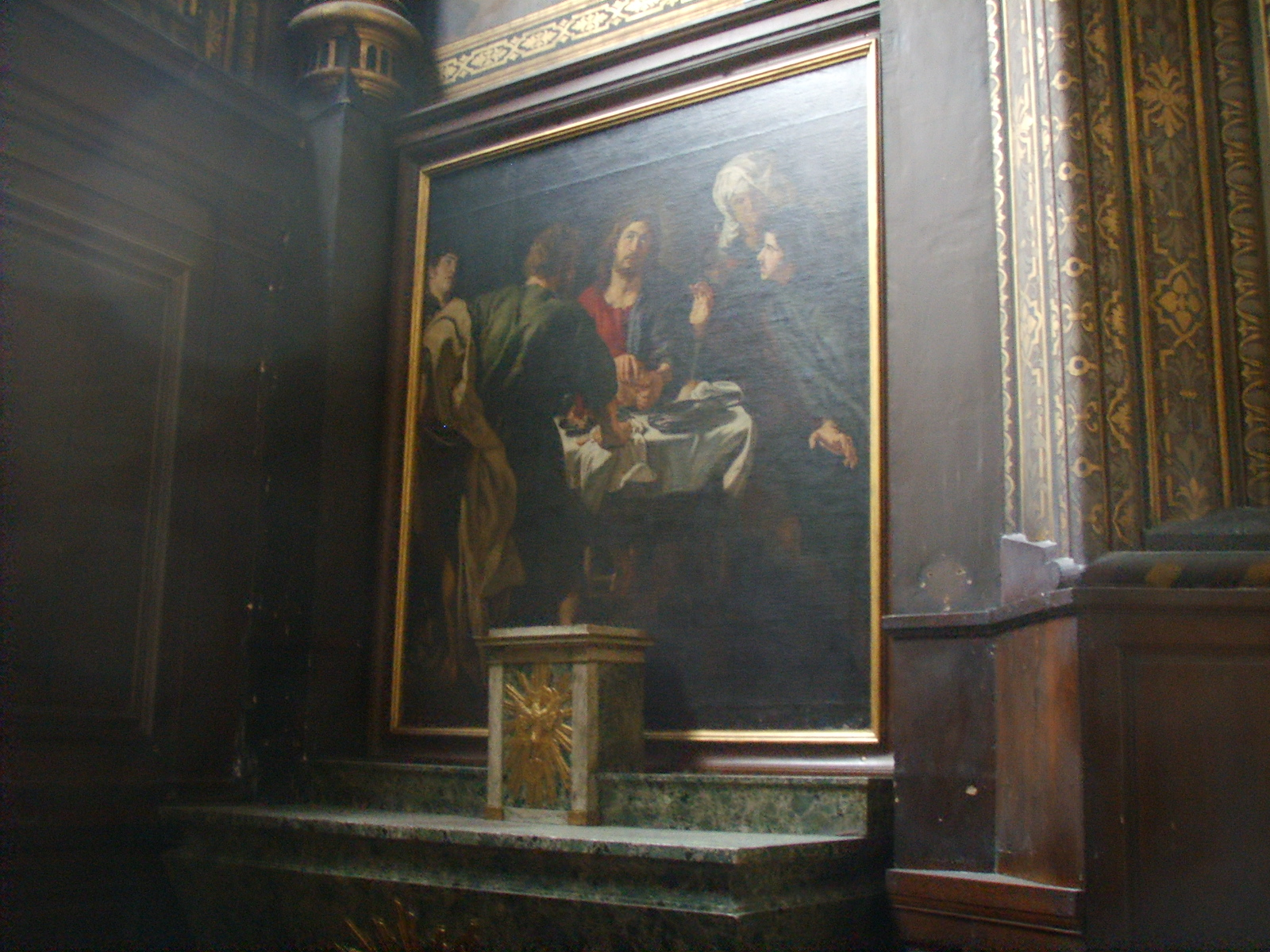
Els deixebles d'Emmaüs per Rubens
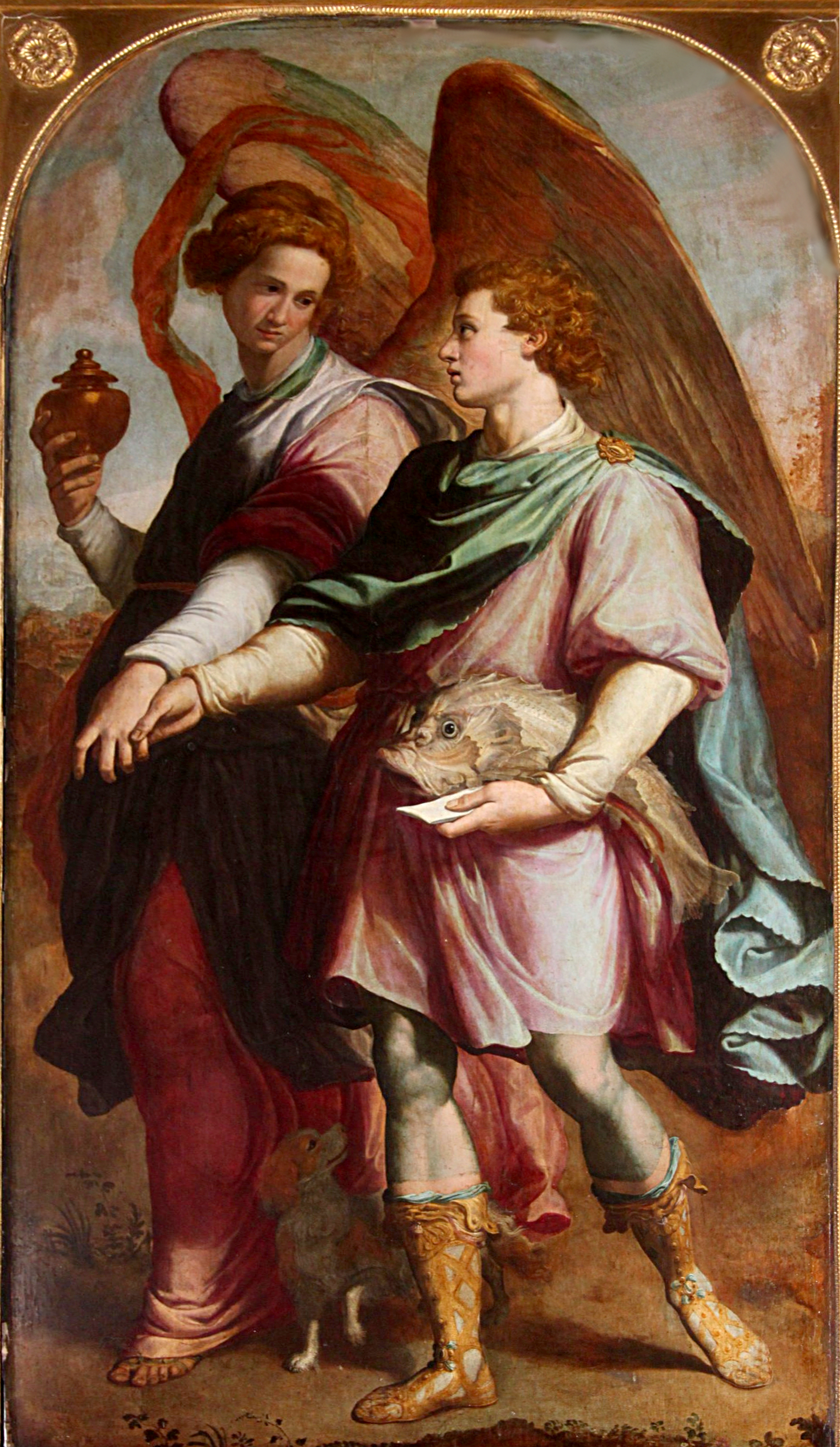
Santi di Tito - Tobie et l'ange

- Pintures monumentals a la Capella Saint-Eustache, per Alphonse Le Hénaff el 1855: Vocation de Saint-Eustache;[6]  Le Baptême de Saint-Eustache[7]

### Orgues

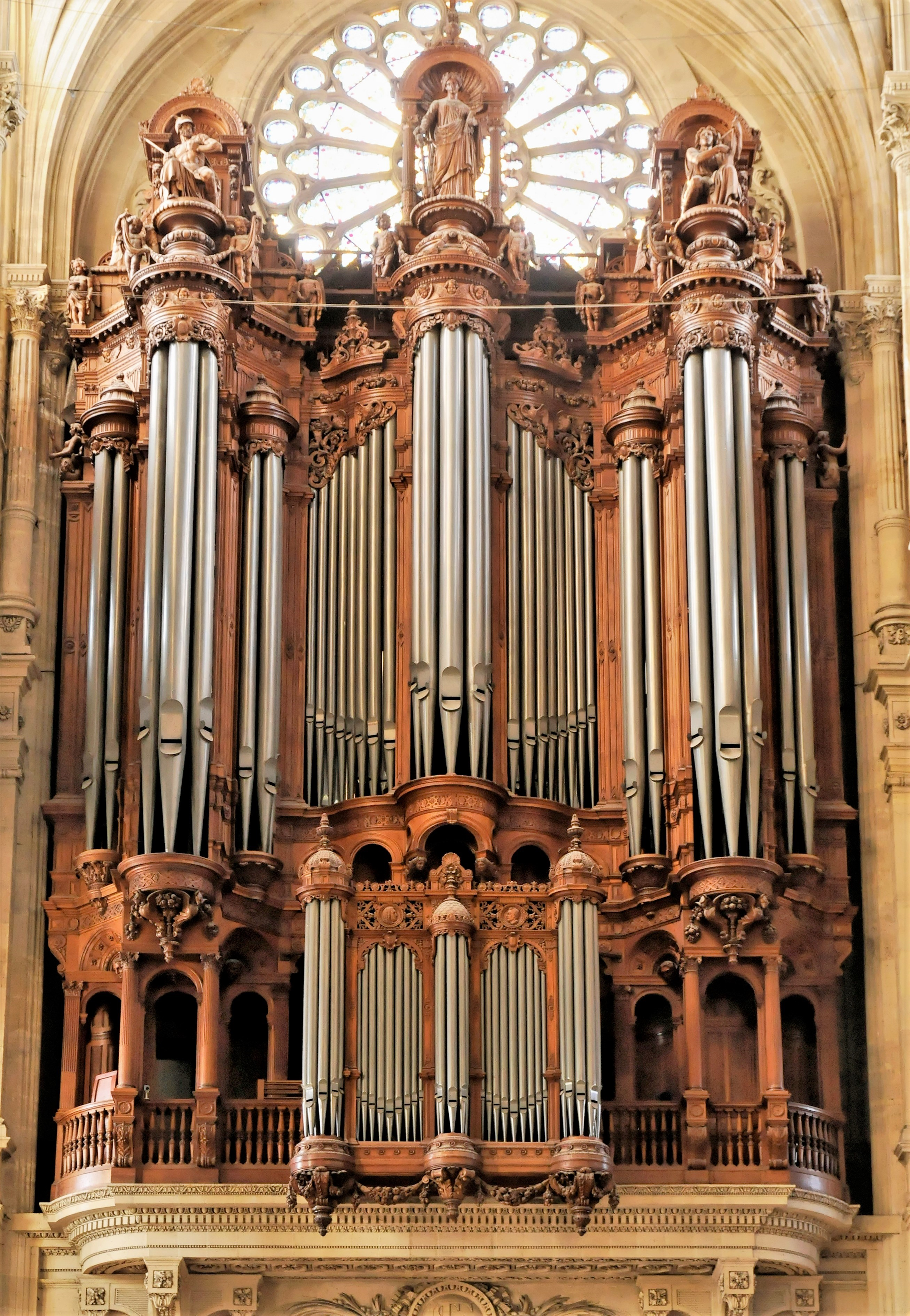
Els grans orgues.

Amb 8.000 tubs, és l'orgue més gran de França. Des de 1989, cadascuna de les seves dues consoles estan compostes de :
- 5 teclatsde 61 notes i un pedal de 32 notes ;
- 101 jocs, 147 rangs, 8.000 tubs.

Saint-Eustache té un orgue des del segle xvi. L'anterior orgue va ser destruït per un incendi el 1844, va ser reconstruït de 1849 a 1854 per Charles Spackmann Barker i Charles Verschneider. L'instrument, havent sofert pels esdeveniments de la Comuna de París (1871) va ser reconstruït el 1879 per Joseph Merklin i després modificat a les dècades de 1920 i 1930.